# 香港公共圖書館

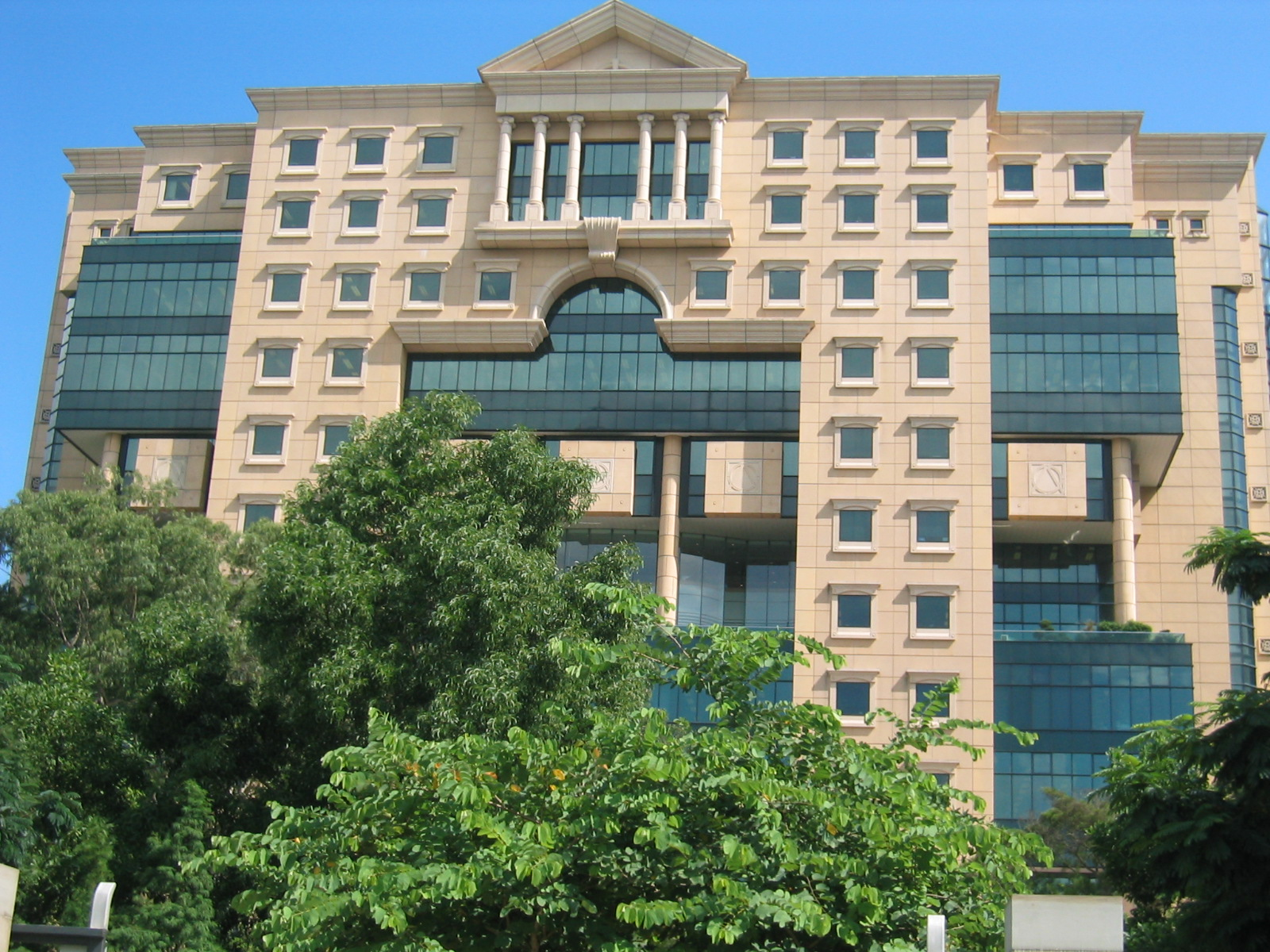
位於銅鑼灣的香港中央圖書館是香港最大型的公共圖書館

香港公共圖書館（英語：Hong Kong Public Libraries）是由康樂及文化事務署管理的公共圖書館系統，轄下包括71間固定圖書館、12間流動圖書館、3間自助圖書站和154間社區圖書館，其中32間圖書館附設有學生自修室，整個系統館藏達1,490萬項，包括書籍、視聽資料、報章、期刊、唯讀光碟數據庫、縮微資料及地圖等，其中1,252萬冊為書籍及印刷資料（總館中央圖書館館藏250萬餘項），為香港市民提供圖書館服務。

## 歷史
香港最早的公共圖書館成立於1869年，設在當時剛落成的舊香港大會堂。當時館藏主要為英文，中文藏書較少。1933年舊大會堂拆卸，圖書館服務因此終止。香港日佔時期，港日政府曾以香港大學圖書館的部份館藏為基礎，加上部份從日本購入的圖書，成立香港市民圖書館。日本投降後該館解散，館藏全由香港大學圖書館所繼承。
1962年新的香港大會堂落成，當中設有一間公共圖書館，為現今香港公共圖書館系統之始。當時公共圖書館由市政局管理。1965年首間位於九龍的圖書館於窩打老道落成。1974年首間位於新界的公共圖書館於荃灣福來邨落成，1976年首部流動圖書館投入服務。1983年位於香港藝術中心的藝術圖書館揭幕。1985年9月九龍中央圖書館（即現時的九龍公共圖書館）開幕，是首座專用圖書館大樓。
1986年區域市政局成立後，香港逐漸形成兩個公共圖書館系統，一個是由市政局管理的香港島和九龍區圖書館系統，另一個是由區域市政局管理的新界區圖書館系統。兩個圖書館系統於很長的時間內互不兼容，例如兩個系統分別簽發借書證，各自有獨立的檢索系統。又如公共圖書館開始提供跨館還書服務時，只在同系統內的圖書館中有效。1993/94年度正式落實電腦化計劃，將圖書檢索目錄系統轉為電腦貯存，設置中英兼容系統，荔枝角圖書館是首間電腦化運作的圖書館，到翌年市政局轄下31間圖書館及區域市政局轄下25間圖書館全部完成電腦化程序。1995年7月1日起，持有市政局或區域市政局圖書證的讀者，可以在兩局借閱圖書資料而不需要重新辦證，但兩者系統仍然維持獨立運作。2000年政府全線解散康體發展局、市政局與區域市政局及兩市政總署，兩個市政局、總署、康體發展局及民政事務局原來的古物古蹟、康樂和文化職能由新成立的康樂及文化事務署接替，兩個市政局和總署轄下的圖書館系統因此合而為一。
2001年位於香港島銅鑼灣，毗鄰維多利亞公園的香港中央圖書館落成，取代大會堂公共圖書館的「總館」角色。香港公共圖書館總辦事處亦已遷往香港中央圖書館。
2023年7月6日，康文署宣布將推出全新「收集圖書館館藏意見」渠道，讓市民就館藏更容易及方便向公共圖書館提出意見，以加強保障館藏的內容沒有意識不良內容（例如渲染暴力、色情及粗鄙），不會違反香港法律或危害國家安全。發言人指會就相關意見跟進，包括將該館藏下架和重新審視內容，但不會就每項意見作出回覆。

## 宗旨
香港公共圖書館從創立至今，一直本著以下宗旨為市民服務：
- 扮演資訊中心之角色，協助市民自由平等地知悉時事，獲取各樣資訊，諸如各學科最新發展、各種遊藝及工餘消遣之資料；
- 透過圖書館之資源協助市民進修及提高文化水平，以作為自修及持續教育之主要媒介；
- 扮演推廣香港文學和研究中心之角色—提高普羅大眾在創作文學、欣賞及研究文化方面之興趣，保存香港文學著作、促進文學發展及文化方面之交流；
- 提供多元化之館藏資料供市民外借回家享用，以鼓勵大眾善用餘暇；
- 扮演社區文化中心之角色—恆常舉辦以圖書館資源為宗旨之活動，為所有年齡讀者提供各類資訊、消遣及娛樂。

## 架構
香港公共圖書館分為中央圖書館、主要圖書館、分區圖書館、小型圖書館和流動圖書館5類。
根據於2011年修訂的《香港規劃標準與準則》，每區達20萬人口獲得提供一間分區圖書館、每達40萬人口則獲得提供一間主要圖書館。

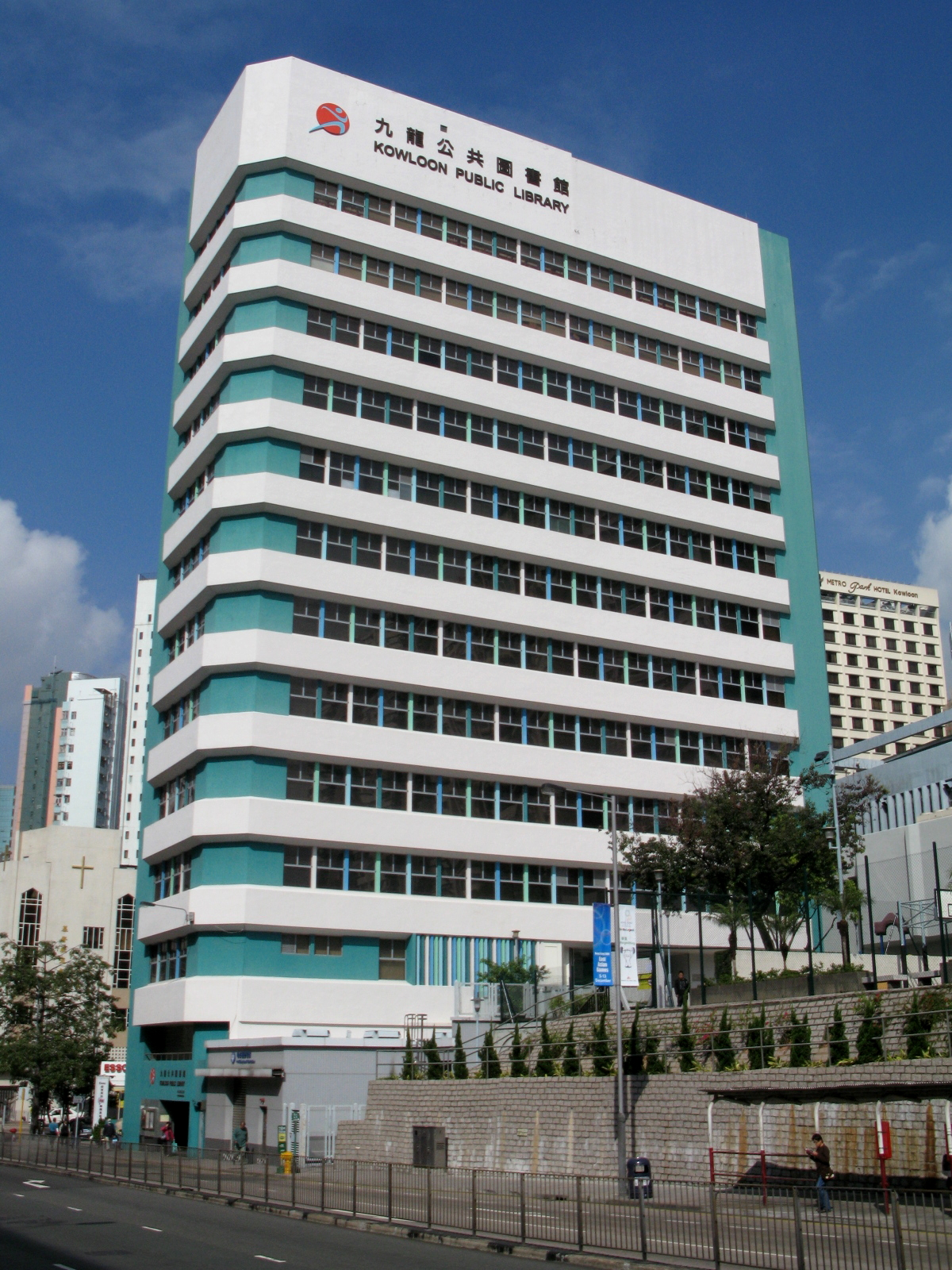
九龍公共圖書館
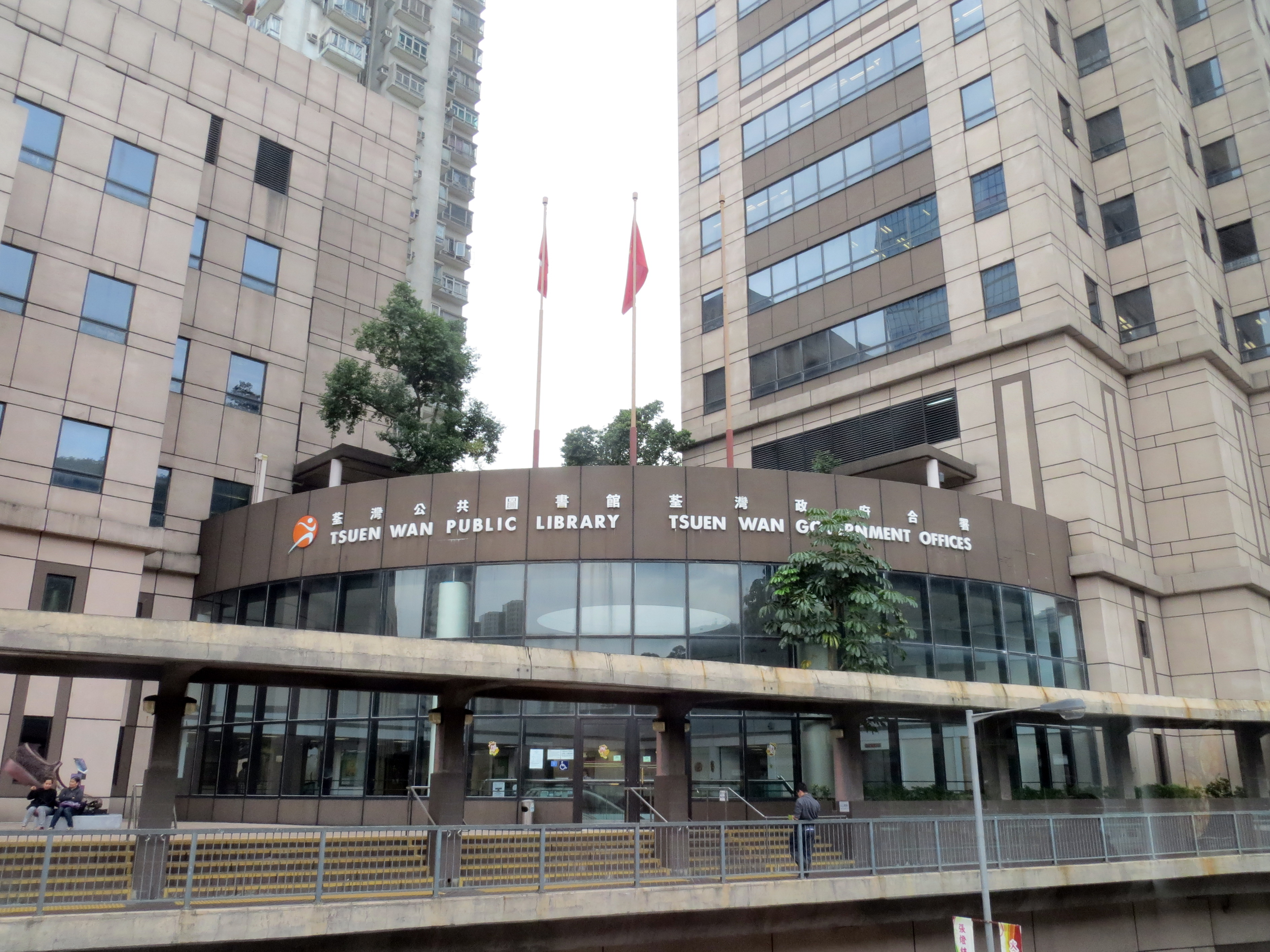
荃灣公共圖書館
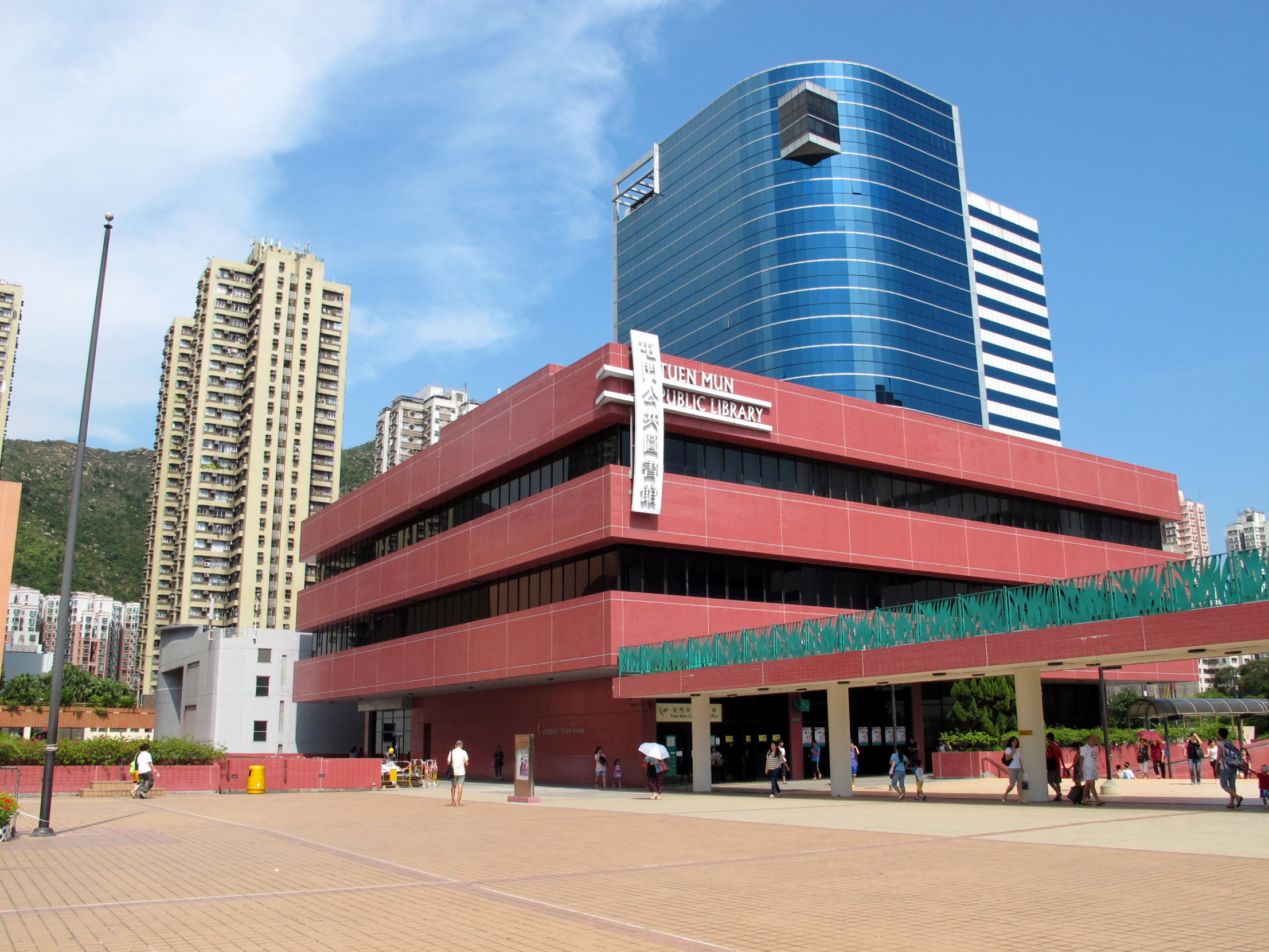
屯門公共圖書館
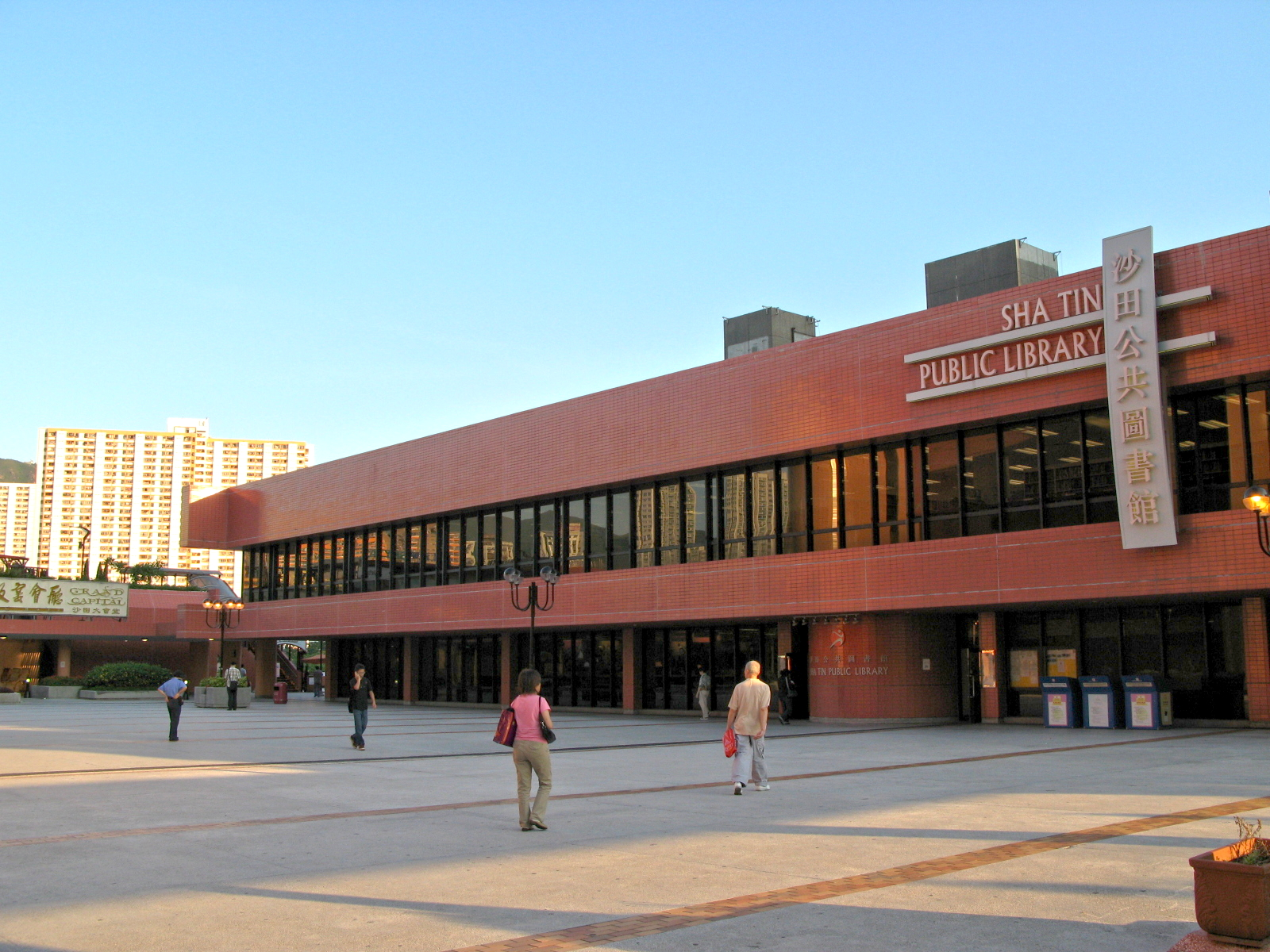
沙田公共圖書館
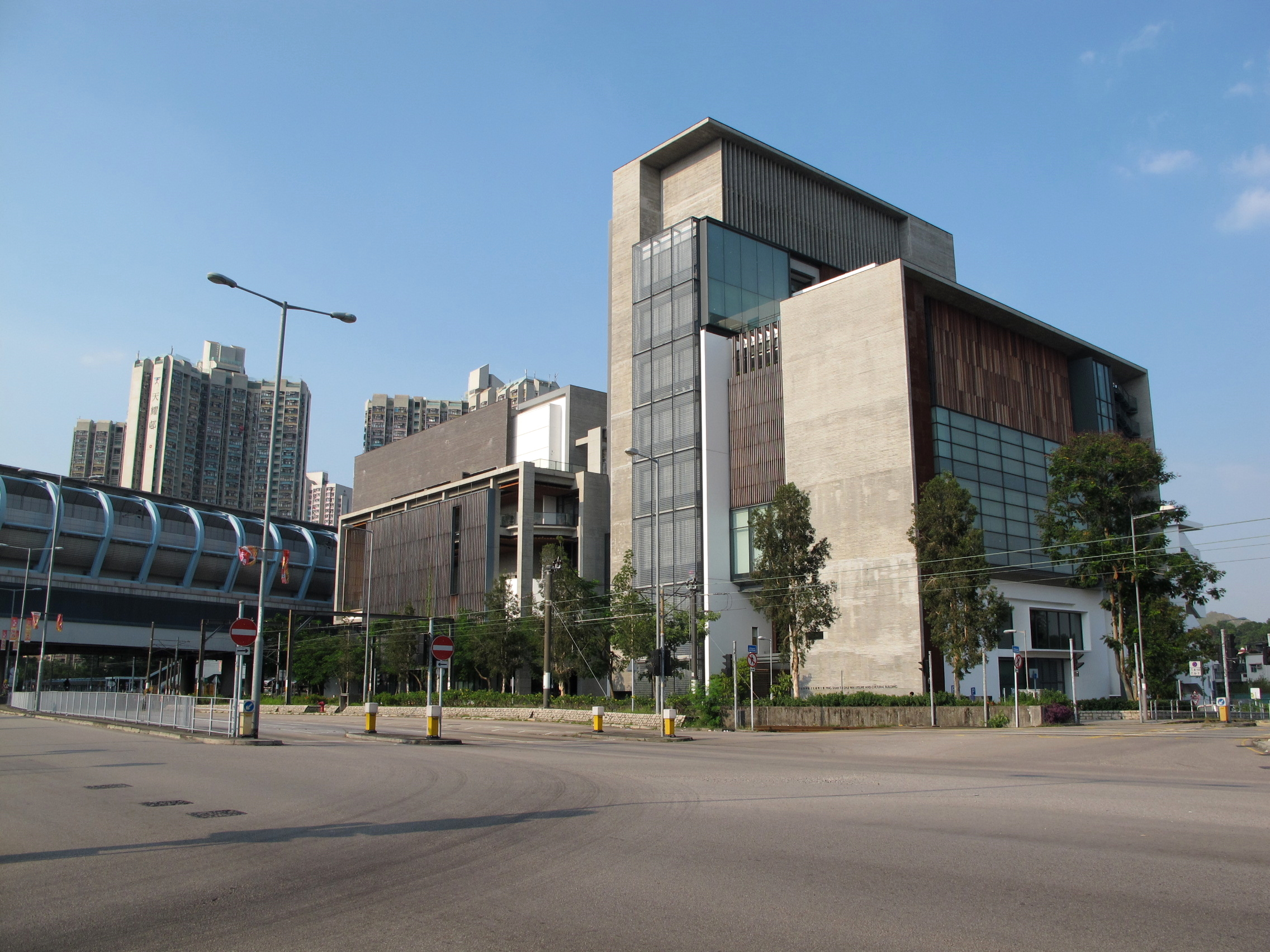
屏山天水圍公共圖書館
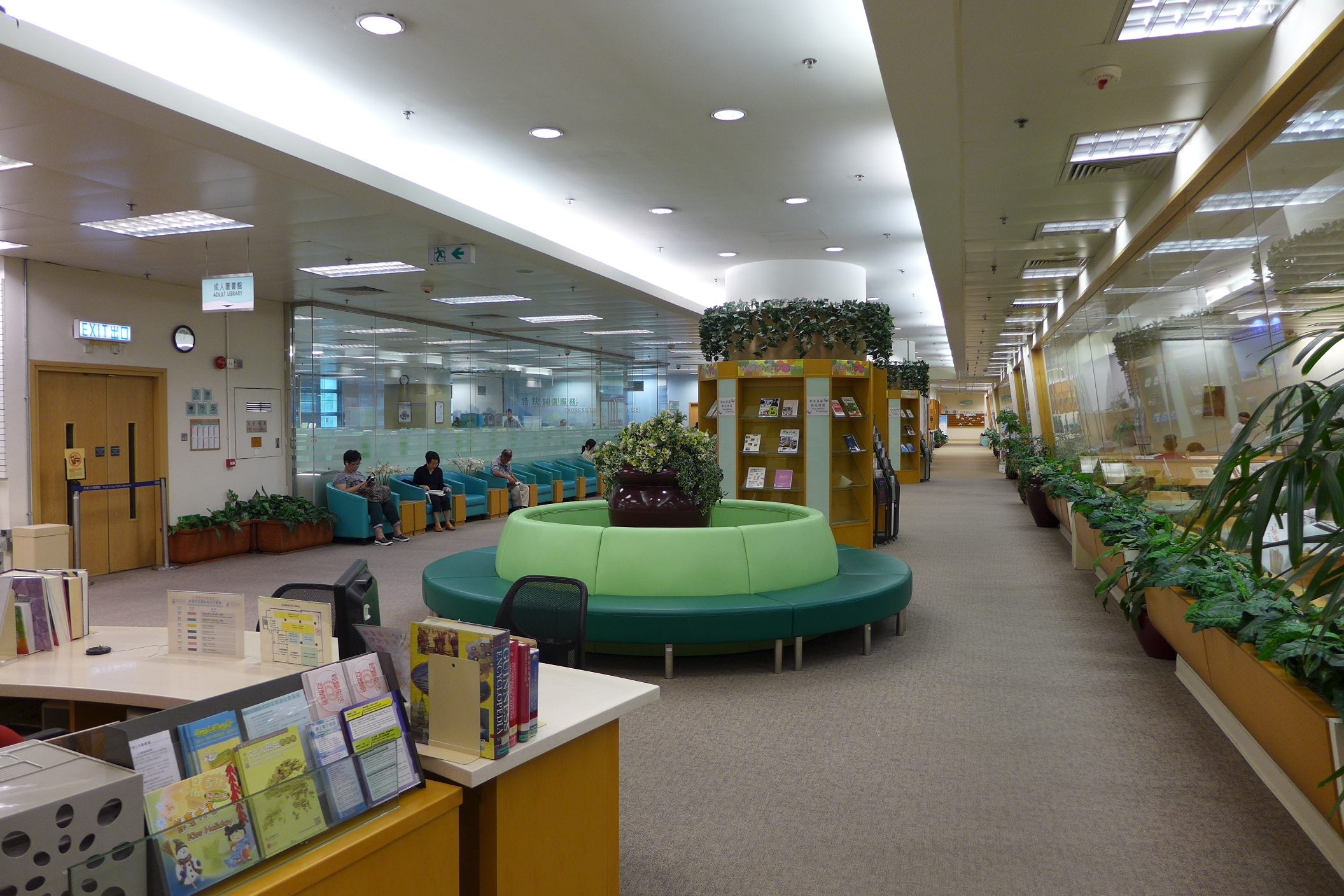
粉嶺公共圖書館
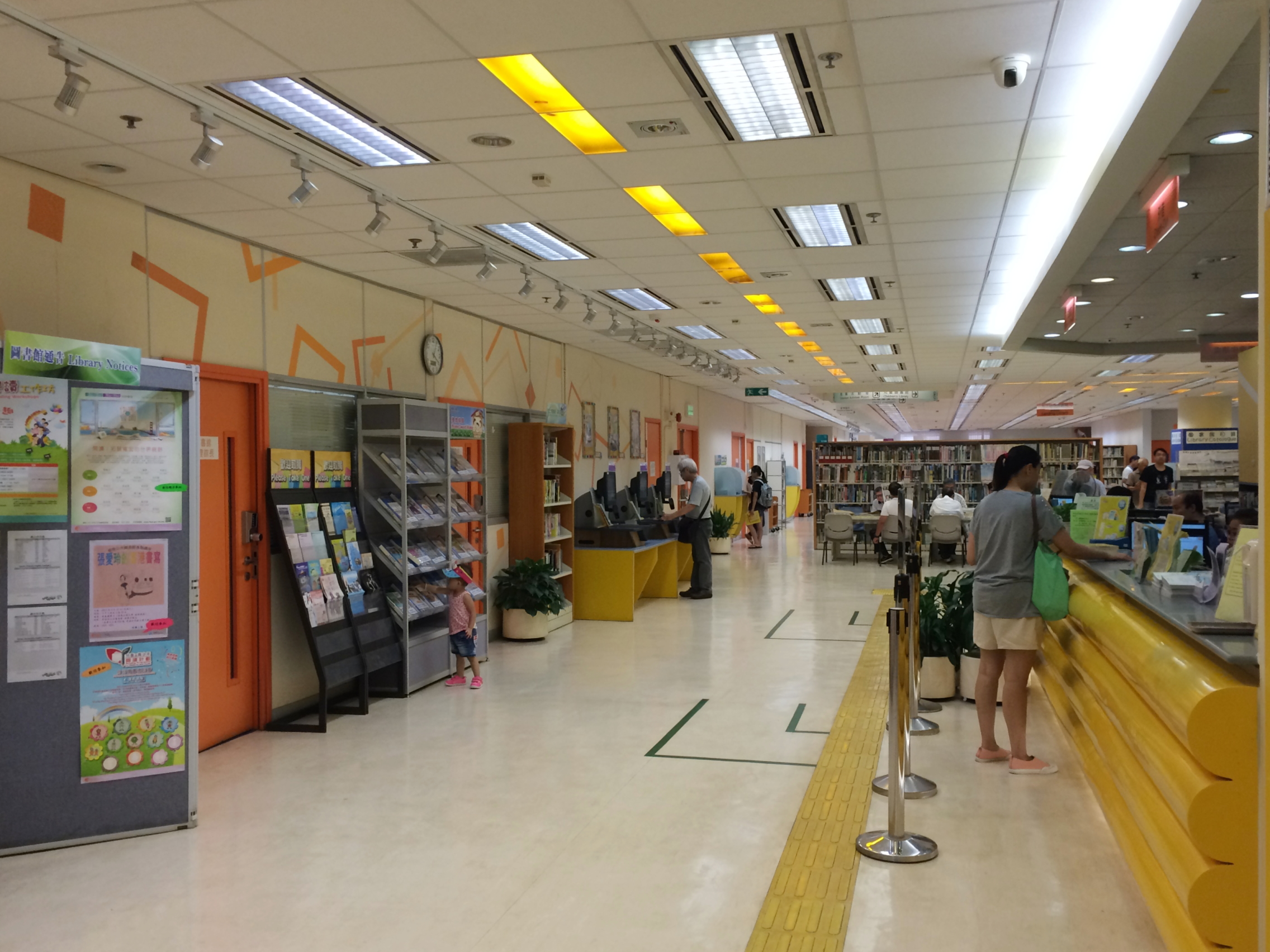
香港仔公共圖書館
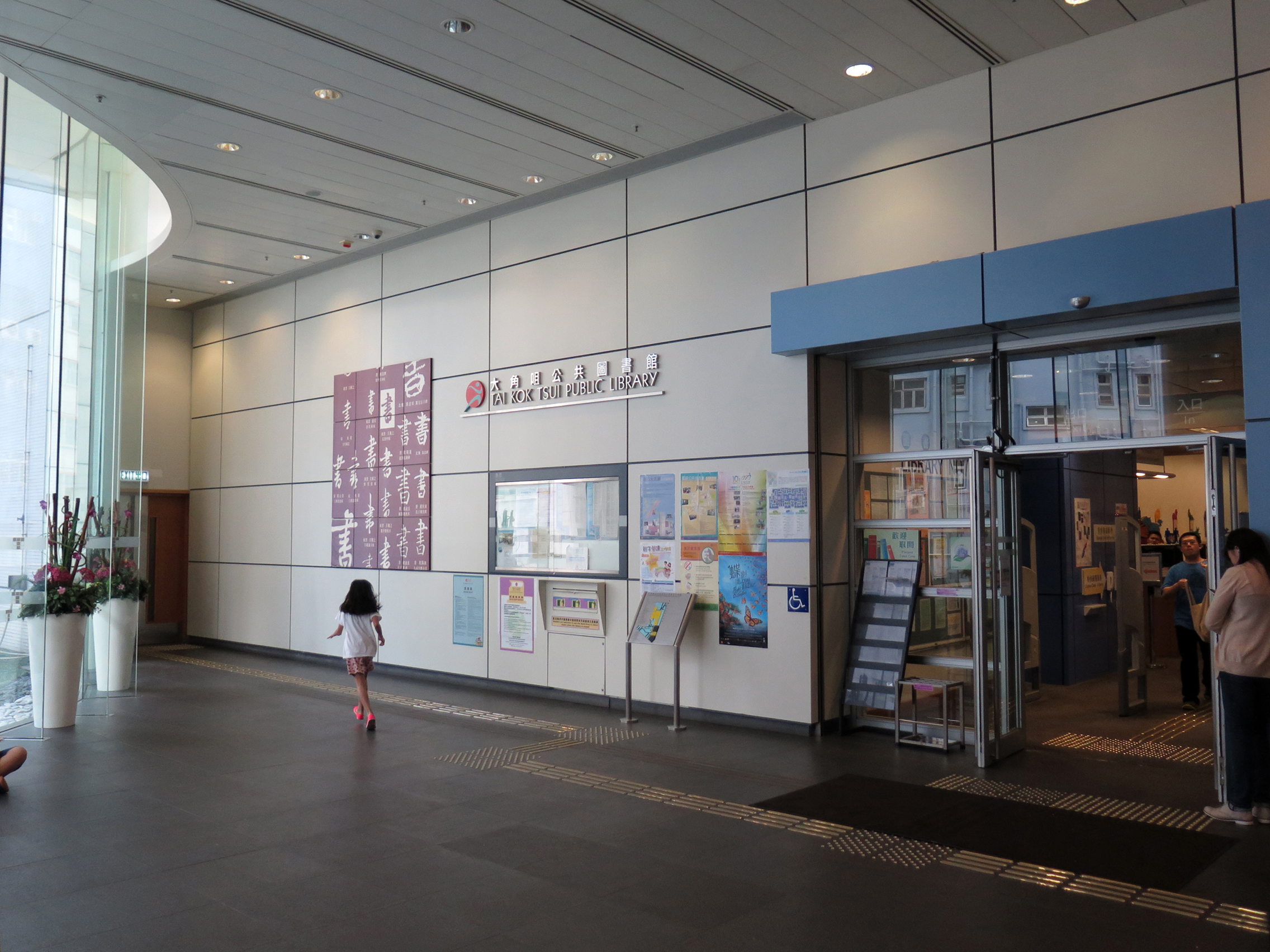
大角咀公共圖書館
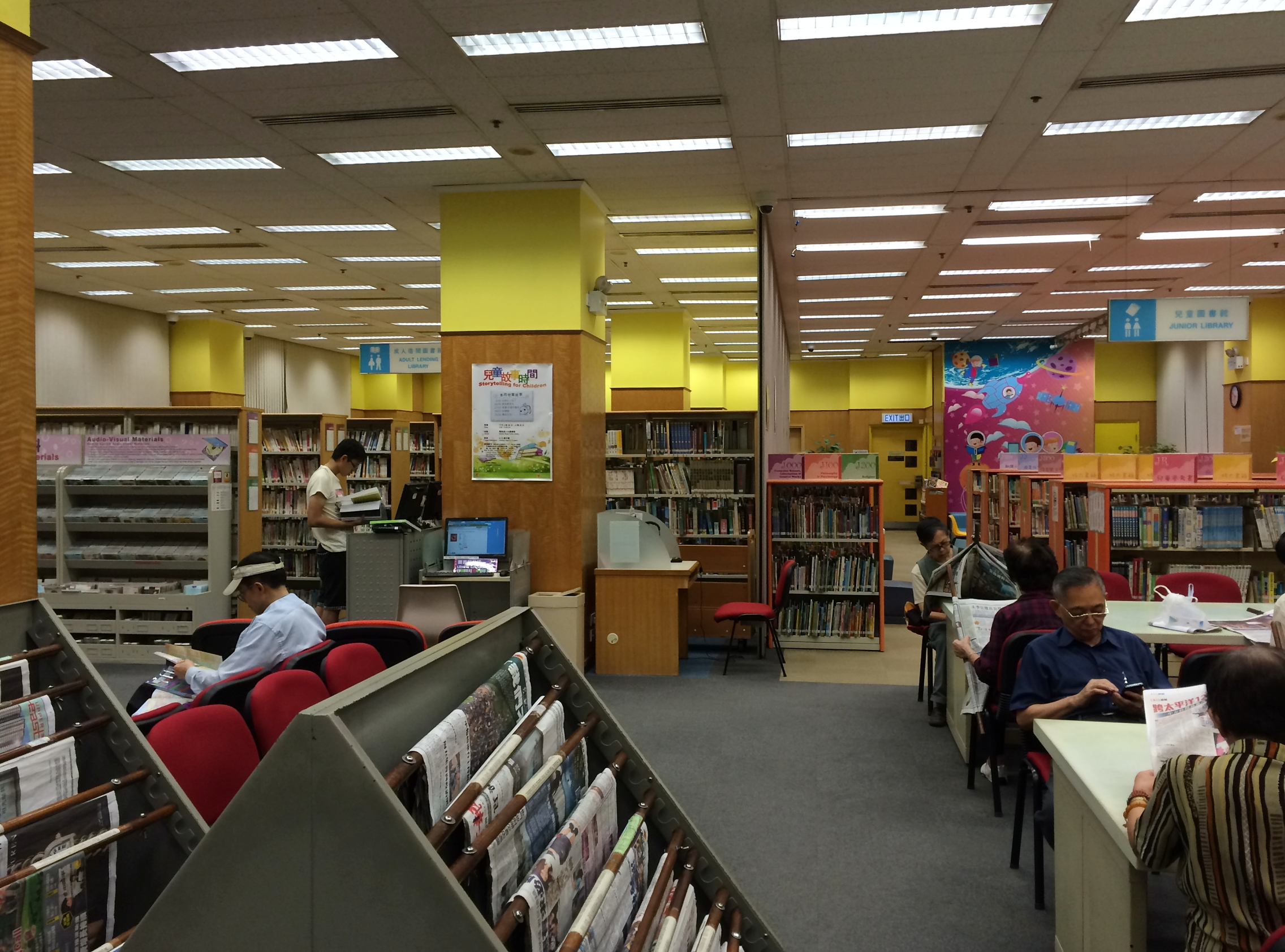
電氣道公共圖書館
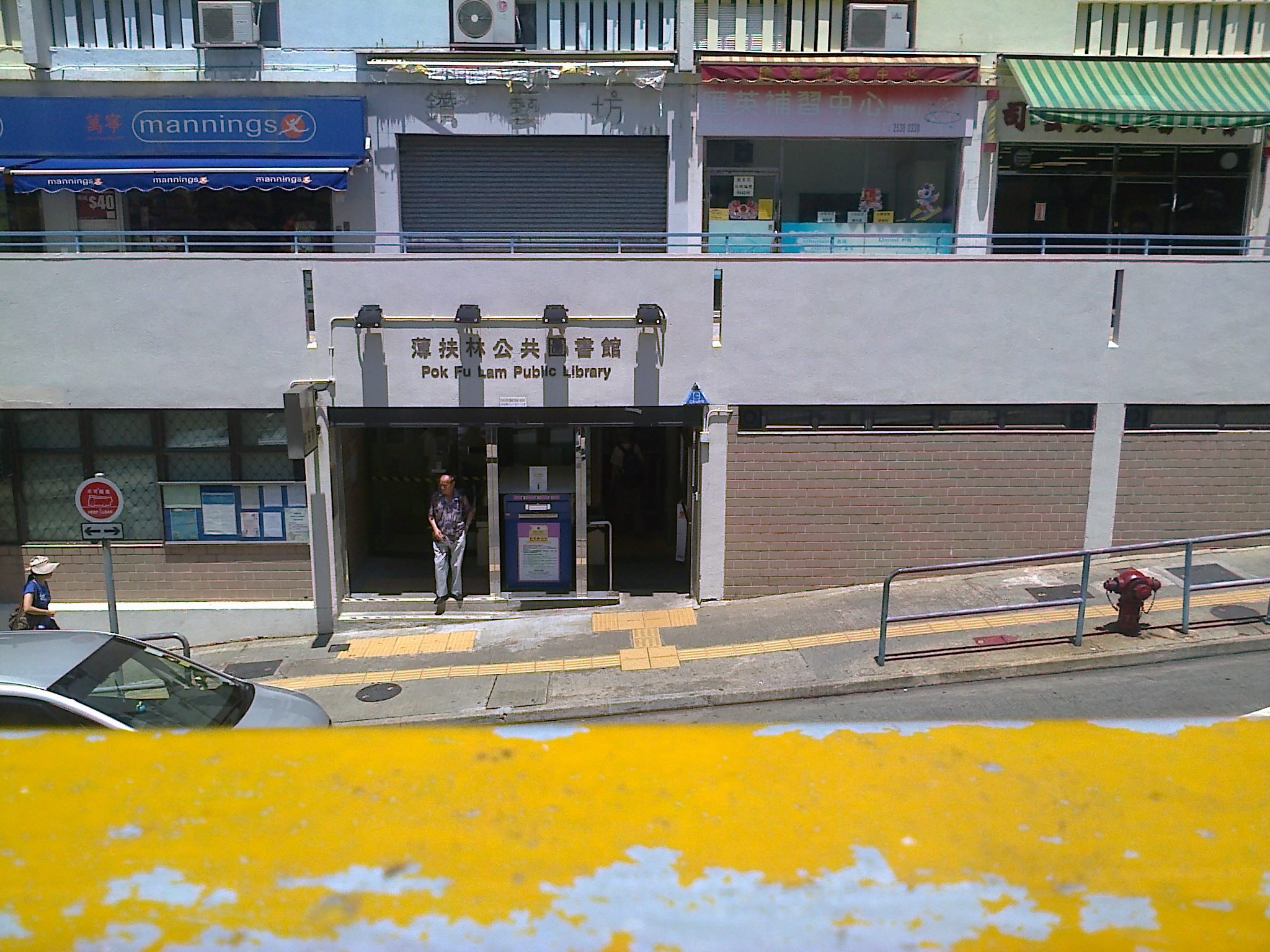
薄扶林公共圖書館
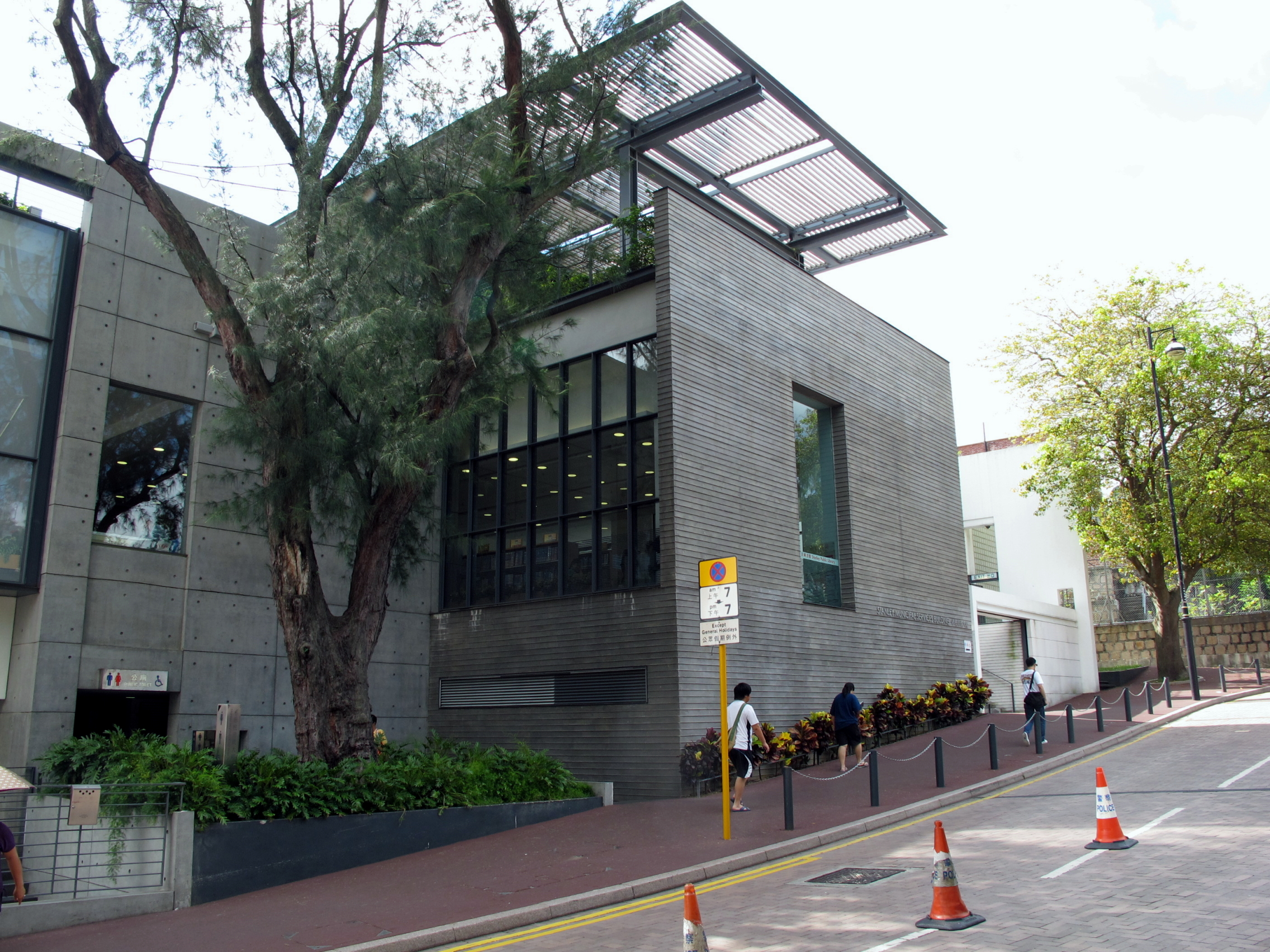
赤柱公共圖書館
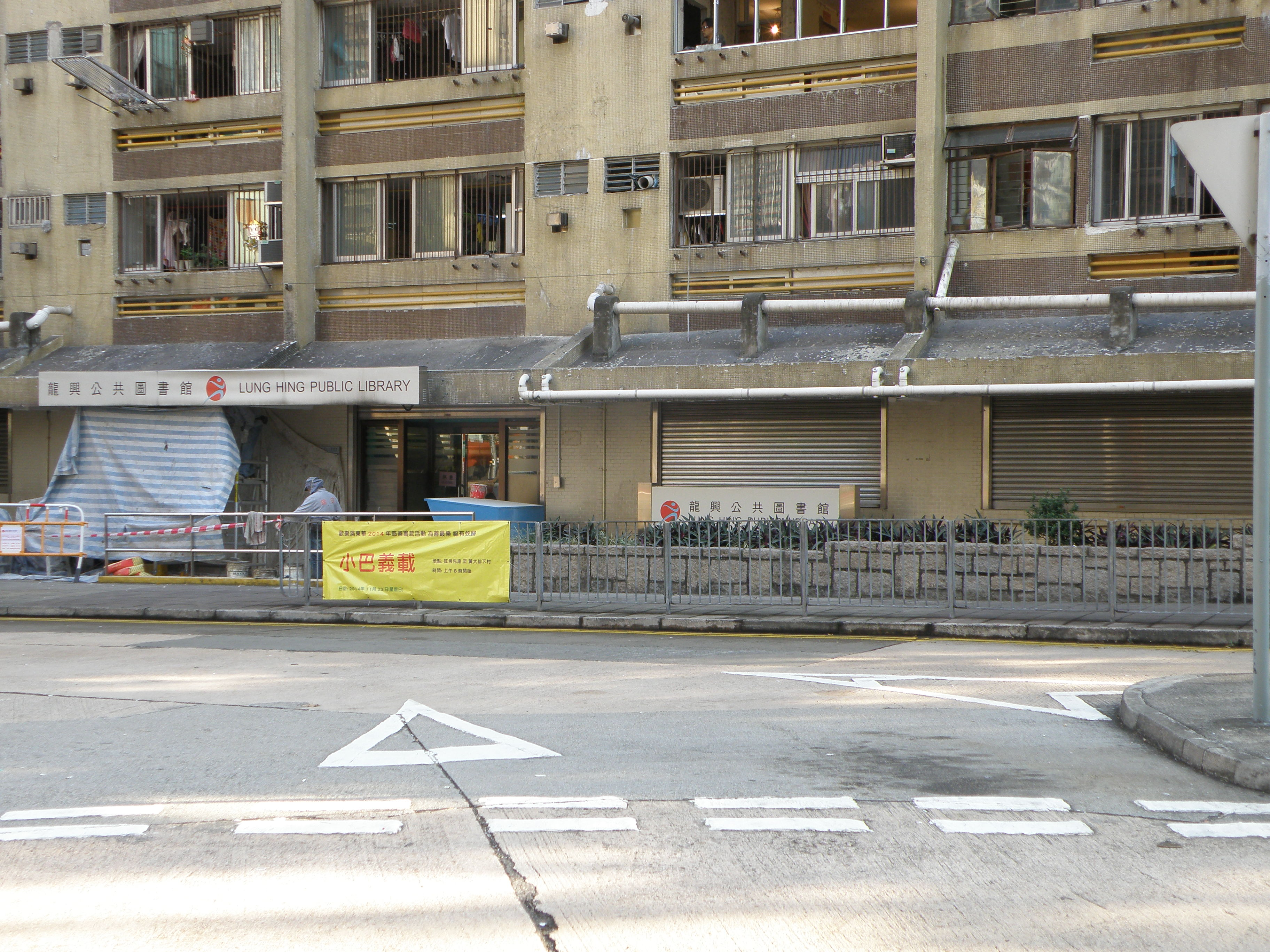
龍興公共圖書館
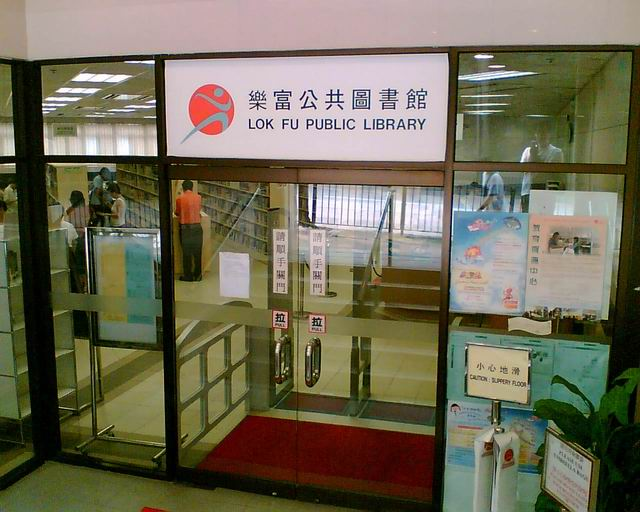
樂富公共圖書館
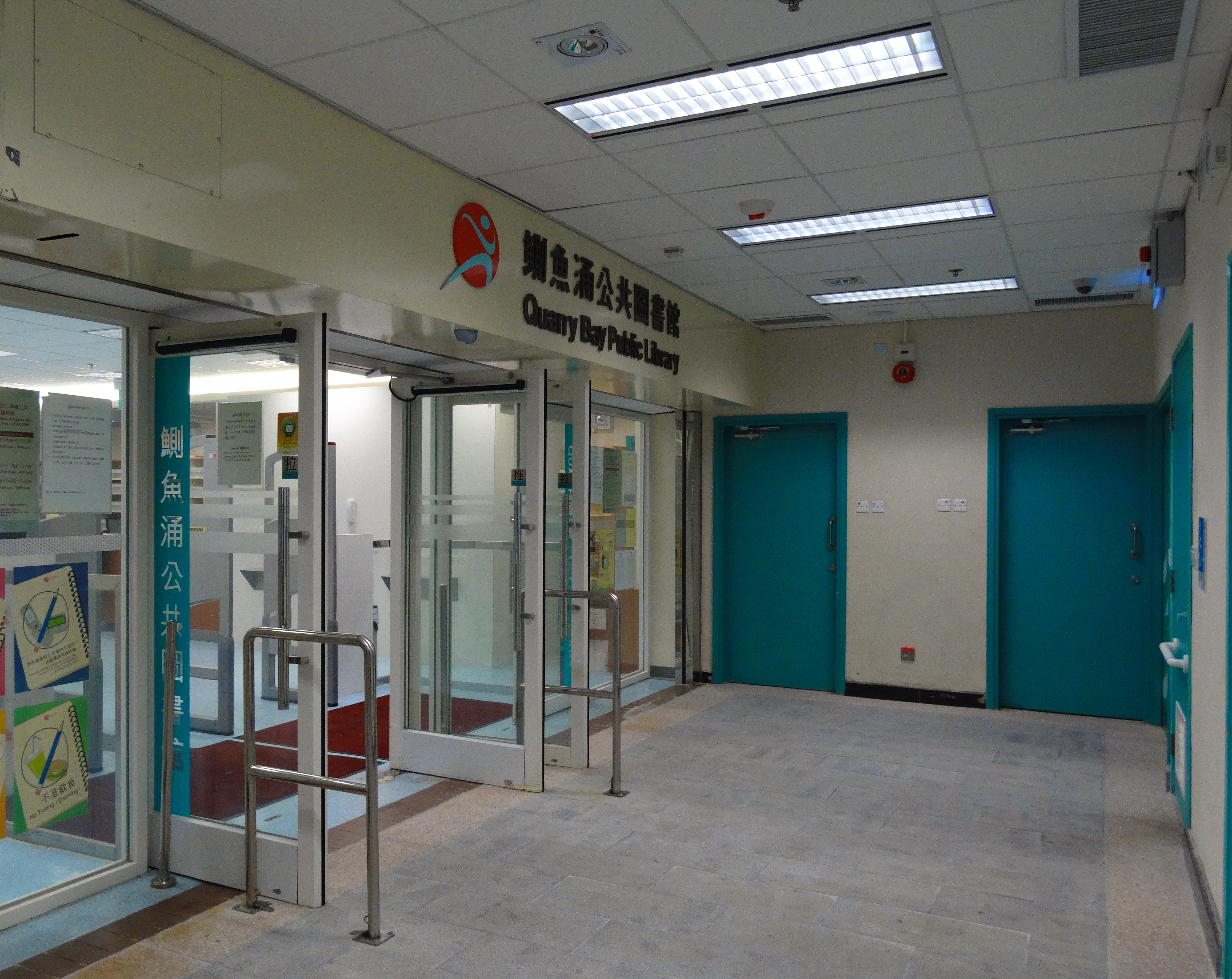
鰂魚涌公共圖書館
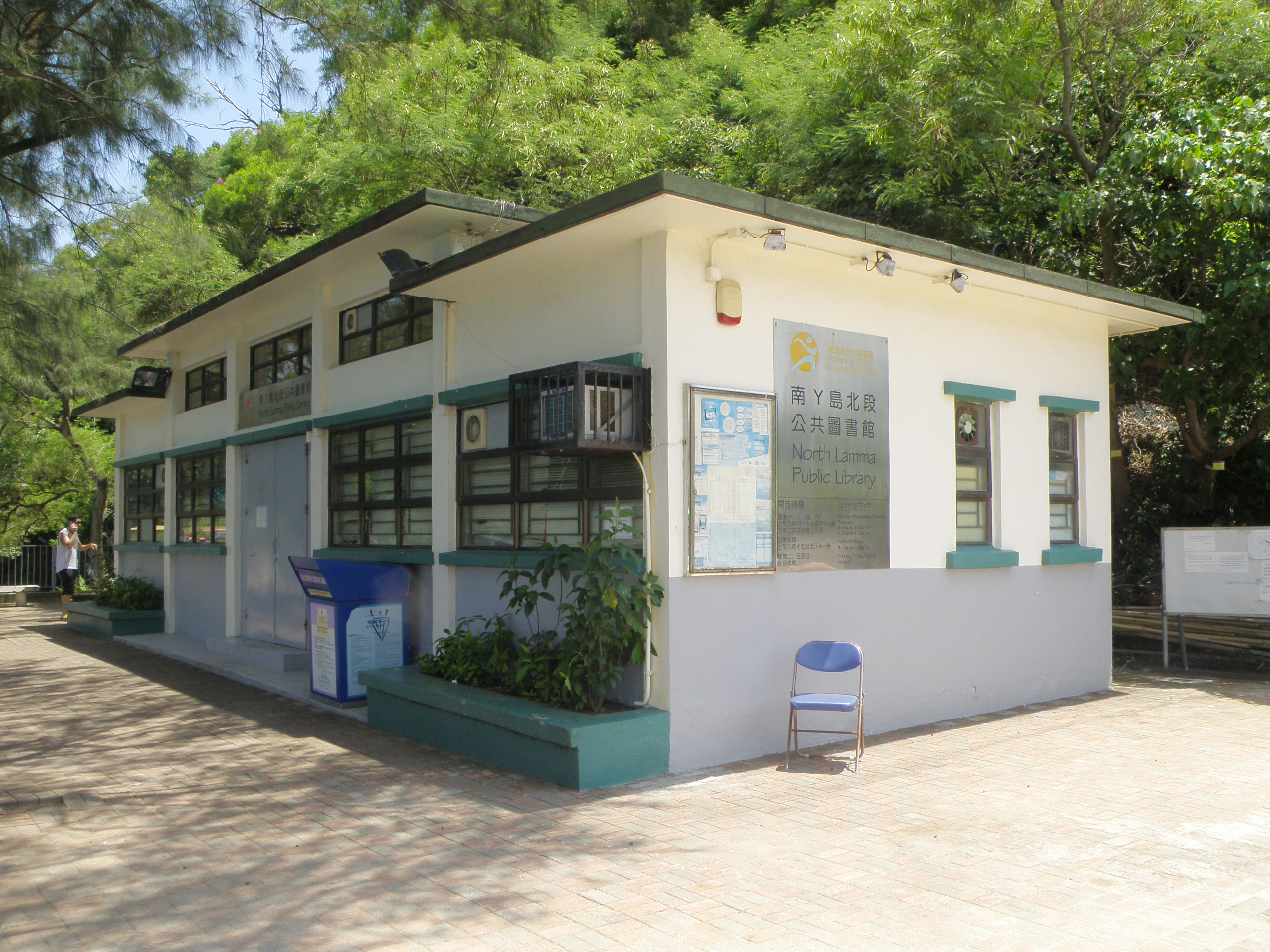
南丫島北段公共圖書館
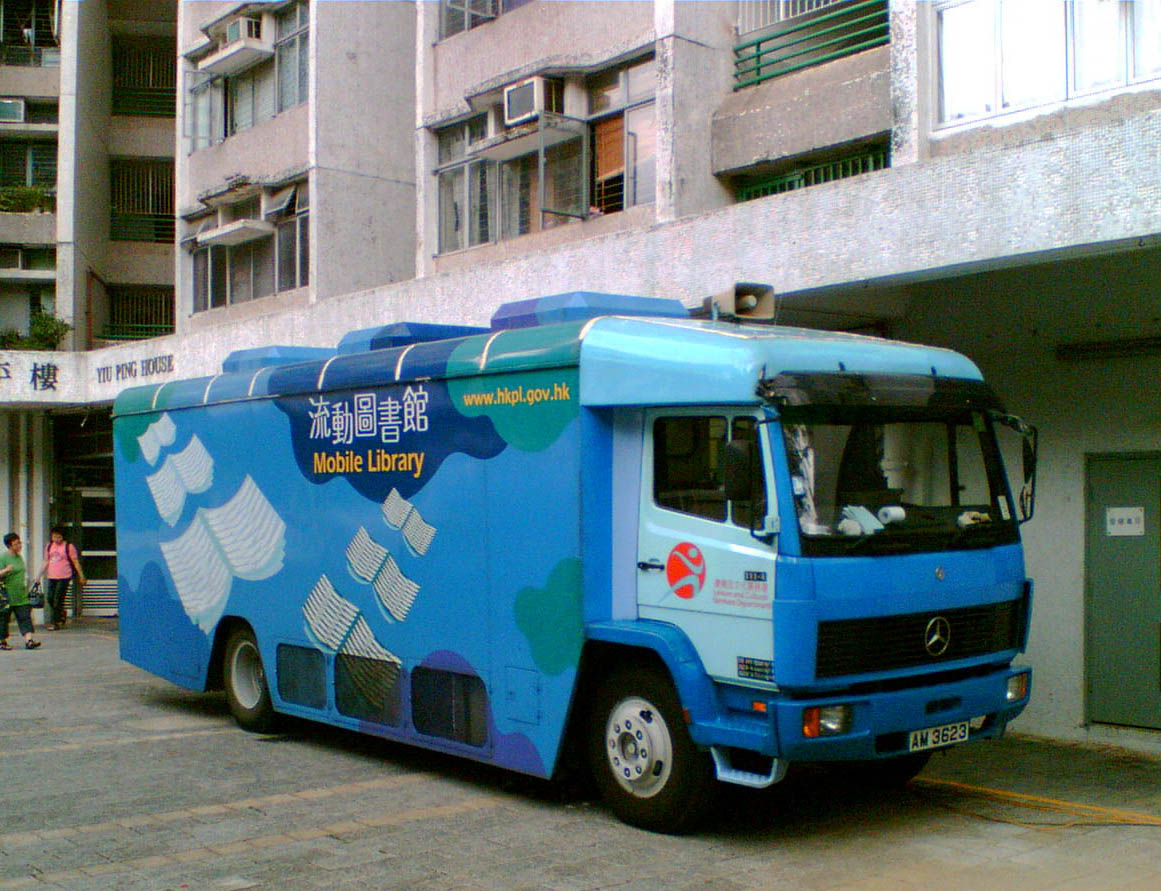
流動圖書館（2006年）
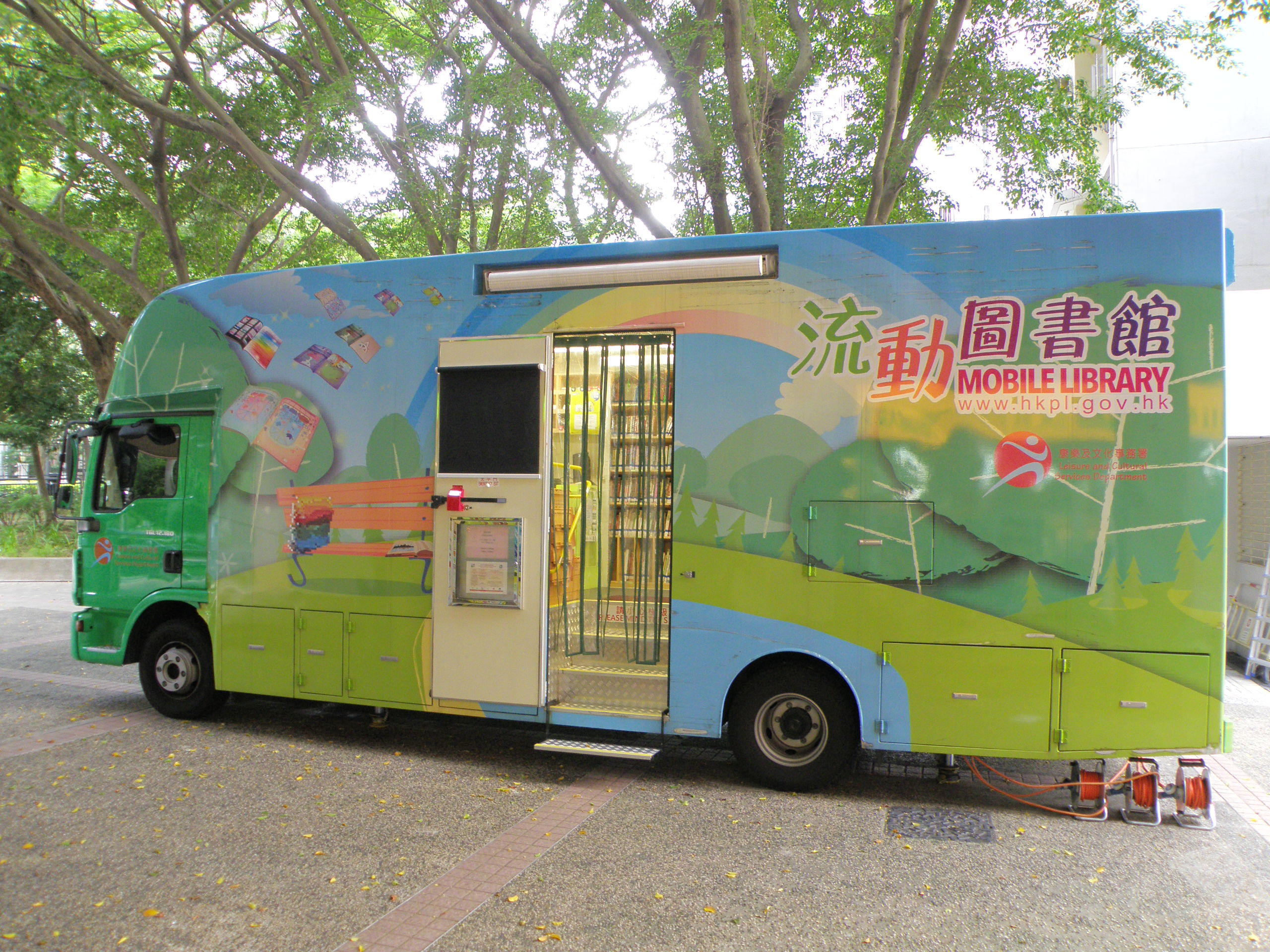
流動圖書館（2015年）
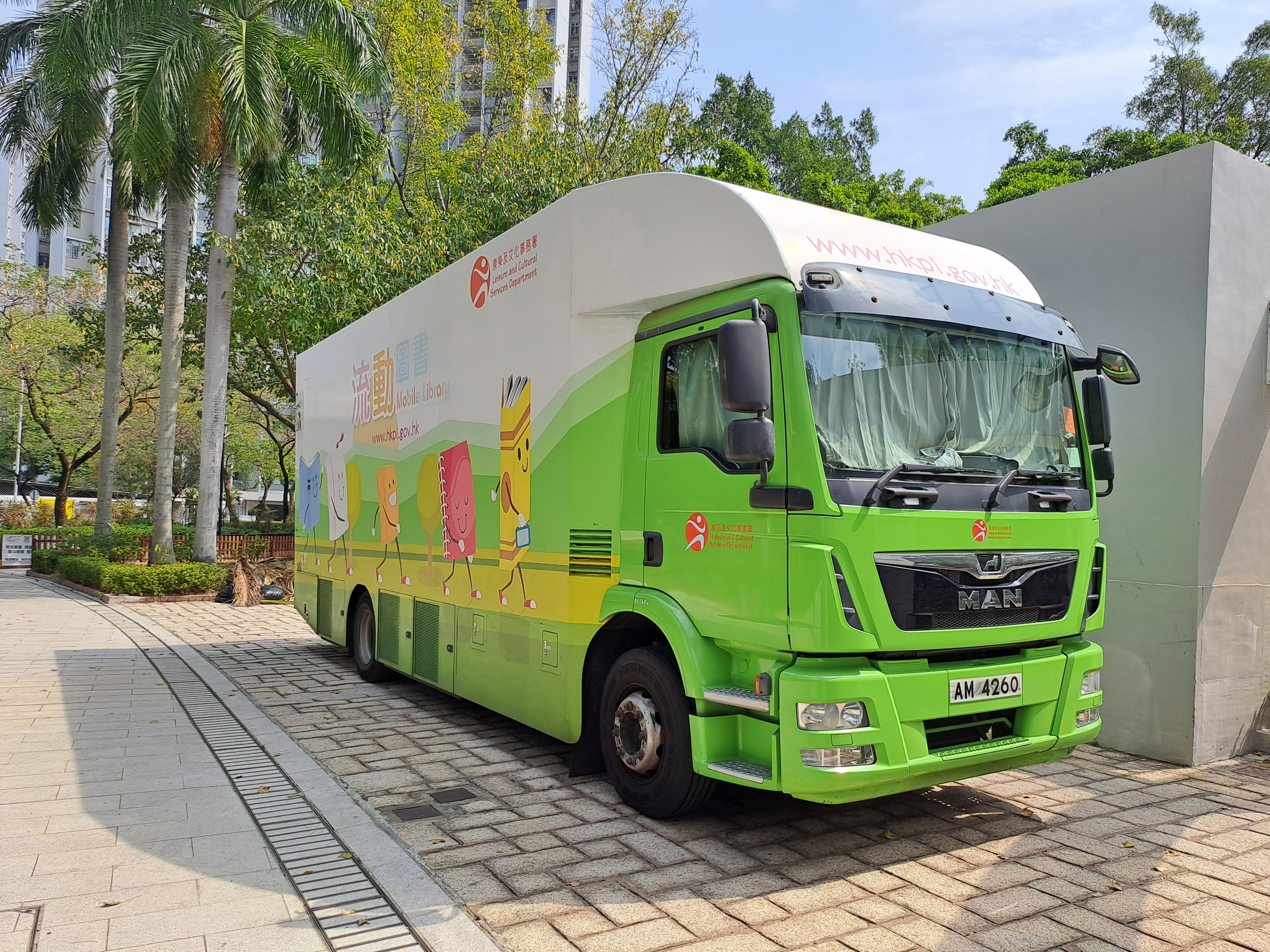
流動圖書館（2023年）

### 香港中央圖書館
| 中央圖書館名稱         | 所處地區     | 面積（平方米） | 啟用日期      |
| ---------------------- | ------------ | -------------- | ------------- |
| 香港中央圖書館(C01~03) | 香港島灣仔區 | 33800          | 2001年5月17日 |

### 主要圖書館
主要圖書館在香港中央圖書館未成立前稱為中央圖書館。根據規劃建議，主要圖書館可供40萬名市民使用，平均面積約3,310平方米。
根據圖書館委員會的建議，現時新規劃建設的主要圖書館的面積為6,200平方米。（屏山天水圍公共圖書館為首個接近此新規劃的主要圖書館）
現時共有6間主要圖書館：
| 名稱                      | 所處地區     | 面積（平方米） | 啟用日期                                         | 翻新                                                        |
| ------------------------- | ------------ | -------------- | ------------------------------------------------ | ----------------------------------------------------------- |
| 大會堂公共圖書館(H11)     | 香港島中西區 | 3277           | 1962年3月5日                                     | 最近一次翻新為2004年                                        |
| 九龍公共圖書館(K41)       | 九龍九龍城區 | 4000           | 1984年11月16日落成，1985年全面啟用               | 2005年5月展開翻新工程，2006年底完成。                       |
| 沙田公共圖書館(N71)       | 新界沙田區   | 3318           | 1987年2月16日                                    | 2007年初配合圖書館改革推出新系統翻新，2009年初完成          |
| 屯門公共圖書館(N76)       | 新界屯門區   | 3250           | 1989年12月21日                                   | 2005年8月起翻新，2006年年底完成。2015年翻新大堂，2016年完成 |
| 荃灣公共圖書館(N74)       | 新界荃灣區   | 3000           | 1974年3月1日 (1993年7月17日遷至現址（註）)       | 翻新工程於2021年7月正式展開                                 |
| 屏山天水圍公共圖書館(N97) | 新界元朗區   | 6100           | 舊：2001年10月12日 (2013年2月28日遷至現址（註）) |                                                             |

- （註） 荃灣公共圖書館的啟用日期為1974年3月1日，於1993年7月17日遷至現址並升格為主要圖書館。
- （註） 天水圍公共圖書館(N85)的啟用日期為2001年10月12日，於2013年2月28日遷至現址並升格為主要圖書館。

### 分區圖書館
根據規劃建議，分區圖書館可供20萬名市民使用，平均面積約2,200平方米。根據圖書館委員會的建議，現時新規劃建設的分區圖書館的面積為2,900平方米。（藍田公共圖書館為首個符合此新規劃的分區圖書館）

#### 香港島
| 分區圖書館名稱        | 所處地區 | 啟用日期                                 |
| --------------------- | -------- | ---------------------------------------- |
| 石塘咀公共圖書館(H19) | 中西區   | 1991年10月5日                            |
| 駱克道公共圖書館(H16) | 灣仔區   | 1987年1月10日                            |
| 北角公共圖書館(H17)   | 東區     | 1981年2月10日                            |
| 鰂魚涌公共圖書館(H18) | 東區     | 1988年11月21日                           |
| 柴灣公共圖書館(H14)   | 東區     | 1979年4月20日 （2001年12月19日遷至現址） |
| 香港仔公共圖書館(H13) | 南區     | 1983年5月10日                            |

#### 九龍
| 分區圖書館名稱         | 所處地區 | 啟用日期                                                         |
| ---------------------- | -------- | ---------------------------------------------------------------- |
| 土瓜灣公共圖書館(K50)  | 九龍城區 | 1984年7月14日                                                    |
| 牛頭角公共圖書館(K46)  | 觀塘區   | 1991年9月7日                                                     |
| 瑞和街公共圖書館(K45)  | 觀塘區   | 1988年5月10日                                                    |
| 藍田公共圖書館(K56)    | 觀塘區   | 1984年10月8日 （2013年3月30日遷至現址）                          |
| 荔枝角公共圖書館(K44)  | 深水埗區 | 1992年7月6日                                                     |
| 保安道公共圖書館(K47)  | 深水埗區 | 1988年3月29日                                                    |
| 深水埗公共圖書館(K111) | 深水埗區 | 2023年3月30日                                                    |
| 牛池灣公共圖書館(K45)  | 黃大仙區 | 1987年4月21日                                                    |
| 新蒲崗公共圖書館(K48)  | 黃大仙區 | 1997年4月30日                                                    |
| 花園街公共圖書館(K43)  | 油尖旺區 | 1989年4月28日                                                    |
| 油蔴地公共圖書館(K51)  | 油尖旺區 | 1971年11月22日 （2020年12月28日臨時遷往現址；2021年2月19日啟用） |

- （註） 藍田公共圖書館的啟用日期為1984年10月8日，於2013年3月30日遷至現址並升格為分區圖書館。

#### 新界
| 分區圖書館名稱         | 所處地區 | 啟用日期                                 |
| ---------------------- | -------- | ---------------------------------------- |
| 北葵涌公共圖書館(N79)  | 葵青區   | 1984年4月18日                            |
| 南葵涌公共圖書館(N82)  | 葵青區   | 1984年1月9日                             |
| 青衣公共圖書館(N87)    | 葵青區   | 1986年3月21日 （2000年1月31日遷至現址）  |
| 大興公共圖書館(N83)    | 屯門區   | 1978年8月24日                            |
| 元朗公共圖書館(N88)    | 元朗區   | 1984年6月28日 （2017年6月19日遷至現址）  |
| 粉嶺公共圖書館(N91)    | 北區     | 1984年3月1日 （2003年1月6日遷至現址)     |
| 上水公共圖書館(N81)    | 北區     | 1978年1月30日 （1994年9月24日遷至現址）  |
| 大埔公共圖書館(N84)    | 大埔區   | 1991年5月24日 （2004年12月17日遷至現址） |
| 馬鞍山公共圖書館(N89)  | 沙田區   | 2005年4月2日                             |
| 圓洲角公共圖書館(N98)  | 沙田區   | 2017年3月30日                            |
| 西貢公共圖書館(N80)    | 西貢區   | 1984年11月24日                           |
| 將軍澳公共圖書館(N86)  | 西貢區   | 2001年7月21日                            |
| 調景嶺公共圖書館(N100) | 西貢區   | 2015年7月9日                             |
| 長洲公共圖書館(H20)    | 離島區   | 1982年1月20日 （1991年8月9日遷至現址）   |
| 東涌公共圖書館(N96)    | 離島區   | 2004年4月3日 （2010年7月27日遷至現址）   |

- （註） 青衣公共圖書館的啟用日期為1986年3月21日，於2000年1月31日遷至現址並升格為分區圖書館。
- （註） 粉嶺公共圖書館的啟用日期為1984年3月1日，於2003年1月6日遷至現址並升格為分區圖書館。
- （註） 東涌公共圖書館（H22)的啟用日期為2004年4月3日，於2010年7月27日遷至現址並升格為分區圖書館。

### 小型圖書館
根據規劃建議，當一個人口稠密的地區附近沒有分區圖書館，並且短期內未有計劃設立，會考慮設立小型圖書館。平均面積約500平方米。

#### 香港島
| 小型圖書館名稱          | 所處地區 | 啟用日期       |
| ----------------------- | -------- | -------------- |
| 士美非路公共圖書館(H27) | 中西區   | 1996年8月16日  |
| 黃泥涌公共圖書館(H28)   | 灣仔區   | 1996年9月25日  |
| 電氣道公共圖書館(H25)   | 東區     | 1993年8月9日   |
| 耀東公共圖書館(H29)     | 東區     | 1997年2月1日   |
| 小西灣公共圖書館(H36)   | 東區     | 2011年6月27日  |
| 鴨脷洲公共圖書館(H24)   | 南區     | 1999年2月20日  |
| 薄扶林公共圖書館(H26)   | 南區     | 1970年12月18日 |
| 赤柱公共圖書館(H35)     | 南區     | 2006年7月25日  |

#### 九龍
| 小型圖書館名稱        | 所處地區 | 啟用日期                                  |
| --------------------- | -------- | ----------------------------------------- |
| 紅磡公共圖書館(K54)   | 九龍城區 | 1996年7月13日                             |
| 九龍城公共圖書館(K55) | 九龍城區 | 1988年5月18日                             |
| 鯉魚門公共圖書館(K60) | 觀塘區   | 2000年12月22日                            |
| 秀茂坪公共圖書館(K61) | 觀塘區   | 1985年7月19日 （2021年7月23日遷往現址）   |
| 順利邨公共圖書館(K62) | 觀塘區   | 1982年10月22日 （2007年12月28日遷往現址） |
| 石硤尾公共圖書館(K59) | 深水埗區 | 1984年1月30日 （2014年3月28日遷往現址）   |
| 元州街公共圖書館(K66) | 深水埗區 | 1996年4月26日                             |
| 樂富公共圖書館(K57)   | 黃大仙區 | 1986年12月20日 （1999年6月19日遷往現址）  |
| 龍興公共圖書館(K58)   | 黃大仙區 | 1989年1月28日                             |
| 慈雲山公共圖書館(K65) | 黃大仙區 | 1987年12月28日 （1998年6月22日遷往現址）  |
| 富山公共圖書館(K69)   | 黃大仙區 | 2003年1月17日                             |
| 大角咀公共圖書館(K63) | 油尖旺區 | 1987年4月28日 （2005年12月2日遷往現址）   |
| 尖沙咀公共圖書館(K64) | 油尖旺區 | 1996年3月30日                             |

#### 新界
| 小型圖書館名稱            | 所處地區 | 啟用日期                                |
| ------------------------- | -------- | --------------------------------------- |
| 石圍角公共圖書館(N94)     | 荃灣區   | 1986年5月21日                           |
| 蝴蝶邨公共圖書館(N90)     | 屯門區   | 1986年5月21日 （2010年6月11日遷至現址） |
| 沙頭角公共圖書館(N93)     | 北區     | 1990年12月8日 （2021年5月28日遷至現址） |
| 天水圍北公共圖書館(N95)   | 元朗區   | 2006年12月20日                          |
| 瀝源公共圖書館(N92)       | 沙田區   | 1977年11月24日                          |
| 南丫島北段公共圖書館(H31) | 離島區   | 1989年7月6日                            |
| 南丫島南段公共圖書館(H33) | 離島區   | 1982年11月29日                          |
| 大澳公共圖書館(H34)       | 離島區   | 1980年6月2日 （1990年3月6日遷至現址）   |
| 坪洲公共圖書館(H32)       | 離島區   | 1983年 （1991年12月28日遷至現址）       |
| 梅窩公共圖書館(H30)       | 離島區   | 1984年5月17日 （1993年7月17日遷至現址） |
| 粉嶺南公共圖書館(N121)    | 北區     | 2016年8月23日                           |

### 流動圖書館
流動圖書館於1976開始為人口密集但附近沒有圖書館的地區或偏遠地區提供服務，第一個開始服務地點是深水埗，直到2025年，全香港總共有12間流動圖書館，服務全港17區的111個流動圖書館服務站。（註：灣仔區沒有流動圖書館服務站）
| 流動圖書館名稱    | 服務範圍                                               | 啟用日期                                    |
| ----------------- | ------------------------------------------------------ | ------------------------------------------- |
| 流動圖書館1(N75)  | 荃灣、葵涌、馬灣、黃埔、油塘 、九龍城 、翠竹花園       | 1981年7月15日                               |
| 流動圖書館2(N72)  | 將軍澳、大埔、粉嶺、沙田、馬鞍山、長沙灣、觀塘、深水埗 | 1985年5月21日、2014年10月（長沙灣）(深水埗) |
| 流動圖書館3(N77)  | 屯門、元朗、天水圍                                     | 1991年6月10日                               |
| 流動圖書館4(H21)  | 大嶼山                                                 | 1996年10月22日                              |
| 流動圖書館5(N73)  | 沙田、馬鞍山、大埔、孟公屋、泥涌 、將軍澳 、打鼓嶺     | 1998年7月10日                               |
| 流動圖書館6(H15)  | 筲箕灣、鴨脷洲、石澳、翠林邨                           | 1978年3月31日                               |
| 流動圖書館7(K67)  | 海富苑、藍田、油塘、黃大仙、啟業邨                     | 1976年7月27日                               |
| 流動圖書館8(K68)  | 藍田、寶達邨、大坑東邨、海逸豪園、彩福邨               | 1993年5月10日                               |
| 流動圖書館9(H23)  | 田灣、鯉景灣、愛秩序灣、杏花邨、上環、鴨脷洲           | 2005年1月3日                                |
| 流動圖書館10(N77) | 天水圍、青衣、葵涌、洪水橋、屯門、上水、海麗邨         | 2009年4月27日                               |
| 流動圖書館11(N78) | 葵涌、青衣、天水圍、沙田、大埔 、屯門                  | 2014年                                      |
| 流動圖書館12(N99) | 粉嶺、上水、深井、荃灣、富昌邨、葵涌、大埔             | 2014年                                      |

| 香港島 | 中西區   | 上環文咸東街     | 流動圖書館9  |
| 香港島 | 東區     | 西灣河鯉景灣     | 流動圖書館9  |
| 香港島 | 東區     | 筲箕灣東大街     | 流動圖書館6  |
| 香港島 | 東區     | 筲箕灣愛東邨     | 流動圖書館9  |
| 香港島 | 東區     | 柴灣杏花邨       | 流動圖書館9  |
| 香港島 | 南區     | 石澳泳灘         | 流動圖書館6  |
| 香港島 | 南區     | 香港仔田灣邨     | 流動圖書館9  |
| 香港島 | 南區     | 鴨脷洲鴨脷洲邨   | 流動圖書館6  |
| 香港島 | 南區     | 鴨脷洲利東邨     | 流動圖書館6  |
| 香港島 | 南區     | 鴨脷洲海怡半島   | 流動圖書館9  |
| 九龍   | 深水埗區 | 長沙灣海麗邨     | 流動圖書館10 |
| 九龍   | 深水埗區 | 長沙灣幸福邨     | 流動圖書館2  |
| 九龍   | 深水埗區 | 深水埗富昌邨     | 流動圖書館12 |
| 九龍   | 深水埗區 | 深水埗楓樹街     | 流動圖書館2  |
| 九龍   | 深水埗區 | 石硤尾大坑東邨   | 流動圖書館8  |
| 九龍   | 油尖旺區 | 旺角海富苑       | 流動圖書館7  |
| 九龍   | 九龍城區 | 紅磡黃埔花園     | 流動圖書館1  |
| 九龍   | 九龍城區 | 紅磡海逸豪園     | 流動圖書館8  |
| 九龍   | 九龍城區 | 九龍城啟晴邨     | 流動圖書館1  |
| 九龍   | 黃大仙區 | 黃大仙竹園(南)邨 | 流動圖書館7  |
| 九龍   | 黃大仙區 | 黃大仙翠竹花園   | 流動圖書館1  |
| 九龍   | 黃大仙區 | 鑽石山鳳德邨     | 流動圖書館7  |
| 九龍   | 觀塘區   | 九龍灣啟業邨     | 流動圖書館7  |
| 九龍   | 觀塘區   | 九龍灣彩福邨     | 流動圖書館8  |
| 九龍   | 觀塘區   | 觀塘翠屏(南)邨   | 流動圖書館2  |
| 九龍   | 觀塘區   | 藍田匯景花園     | 流動圖書館7  |
| 九龍   | 觀塘區   | 藍田麗港城       | 流動圖書館8  |
| 九龍   | 觀塘區   | 油塘高怡邨       | 流動圖書館1  |
| 九龍   | 觀塘區   | 油塘油麗邨       | 流動圖書館8  |
| 九龍   | 觀塘區   | 秀茂坪寶達邨     | 流動圖書館8  |
| 九龍   | 觀塘區   | 秀茂坪安達邨     | 流動圖書館2  |
| 九龍   | 觀塘區   | 秀茂坪安泰邨     | 流動圖書館8  |
| 新界   | 葵青區   | 葵涌祖堯邨       | 流動圖書館11 |
| 新界   | 葵青區   | 葵涌麗瑤邨       | 流動圖書館11 |
| 新界   | 葵青區   | 葵涌葵聯邨       | 流動圖書館12 |
| 新界   | 葵青區   | 葵涌葵盛西邨     | 流動圖書館11 |
| 新界   | 葵青區   | 葵涌葵盛東邨     | 流動圖書館11 |
| 新界   | 葵青區   | 葵涌葵涌邨       | 流動圖書館10 |
| 新界   | 葵青區   | 葵涌大窩口邨     | 流動圖書館12 |
| 新界   | 葵青區   | 葵涌石籬(一)邨   | 流動圖書館1  |
| 新界   | 葵青區   | 青衣長青邨       | 流動圖書館11 |
| 新界   | 葵青區   | 青衣長宏邨       | 流動圖書館10 |
| 新界   | 葵青區   | 青衣青逸軒       | 流動圖書館11 |
| 新界   | 荃灣區   | 荃灣海濱花園     | 流動圖書館1  |
| 新界   | 荃灣區   | 荃灣梨木樹邨     | 流動圖書館12 |
| 新界   | 荃灣區   | 荃灣象山邨       | 流動圖書館12 |
| 新界   | 荃灣區   | 荃灣荃景圍遊樂場 | 流動圖書館12 |
| 新界   | 荃灣區   | 荃灣灣景花園     | 流動圖書館12 |
| 新界   | 荃灣區   | 深井街市         | 流動圖書館12 |
| 新界   | 荃灣區   | 馬灣珀麗灣       | 流動圖書館1  |
| 新界   | 屯門區   | 屯門三聖邨       | 流動圖書館3  |
| 新界   | 屯門區   | 屯門黃金海岸     | 流動圖書館10 |
| 新界   | 屯門區   | 屯門龍門居       | 流動圖書館10 |
| 新界   | 屯門區   | 屯門山景邨       | 流動圖書館3  |
| 新界   | 屯門區   | 屯門良景邨       | 流動圖書館3  |
| 新界   | 屯門區   | 屯門寶田邨       | 流動圖書館11 |
| 新界   | 屯門區   | 屯門青田遊樂場   | 流動圖書館10 |
| 新界   | 屯門區   | 屯門景峰花園     | 流動圖書館3  |
| 新界   | 屯門區   | 屯門兆康苑       | 流動圖書館3  |
| 新界   | 屯門區   | 屯門富泰邨       | 流動圖書館3  |
| 新界   | 元朗區   | 洪水橋雅珊園     | 流動圖書館10 |
| 新界   | 元朗區   | 天水圍天瑞邨     | 流動圖書館10 |
| 新界   | 元朗區   | 天水圍天華邨     | 流動圖書館11 |
| 新界   | 元朗區   | 天水圍天悅邨     | 流動圖書館10 |
| 新界   | 元朗區   | 天水圍天晴邨     | 流動圖書館3  |
| 新界   | 元朗區   | 天水圍嘉湖山莊   | 流動圖書館3  |
| 新界   | 元朗區   | 元朗鳳翔路       | 流動圖書館10 |
| 新界   | 元朗區   | 元朗朗善邨       | 流動圖書館3  |
| 新界   | 元朗區   | 橫洲東頭圍       | 流動圖書館3  |
| 新界   | 元朗區   | 元朗錦綉花園     | 流動圖書館3  |
| 新界   | 元朗區   | 元朗新田         | 流動圖書館3  |
| 新界   | 元朗區   | 八鄉上村         | 流動圖書館3  |
| 新界   | 北區     | 上水金錢村       | 流動圖書館12 |
| 新界   | 北區     | 上水東慶路       | 流動圖書館12 |
| 新界   | 北區     | 上水清河邨       | 流動圖書館10 |
| 新界   | 北區     | 粉嶺嘉福邨       | 流動圖書館12 |
| 新界   | 北區     | 粉嶺昌盛苑       | 流動圖書館12 |
| 新界   | 北區     | 打鼓嶺           | 流動圖書館5  |
| 新界   | 大埔區   | 大埔太和邨       | 流動圖書館5  |
| 新界   | 大埔區   | 大埔八號花園     | 流動圖書館5  |
| 新界   | 大埔區   | 大埔大元邨       | 流動圖書館11 |
| 新界   | 大埔區   | 大埔富亨邨       | 流動圖書館5  |
| 新界   | 大埔區   | 大埔富善邨       | 流動圖書館5  |
| 新界   | 大埔區   | 大埔廣福邨       | 流動圖書館12 |
| 新界   | 大埔區   | 大埔運頭塘邨     | 流動圖書館11 |
| 新界   | 大埔區   | 泥涌             | 流動圖書館5  |
| 新界   | 沙田區   | 馬鞍山利安邨     | 流動圖書館2  |
| 新界   | 沙田區   | 馬鞍山富寶花園   | 流動圖書館2  |
| 新界   | 沙田區   | 馬鞍山錦英苑     | 流動圖書館5  |
| 新界   | 沙田區   | 馬鞍山耀安邨     | 流動圖書館5  |
| 新界   | 沙田區   | 馬鞍山欣安邨     | 流動圖書館5  |
| 新界   | 沙田區   | 馬鞍山錦泰苑     | 流動圖書館5  |
| 新界   | 沙田區   | 馬鞍山富安花園   | 流動圖書館2  |
| 新界   | 沙田區   | 沙田廣源邨       | 流動圖書館11 |
| 新界   | 沙田區   | 沙田博康邨       | 流動圖書館2  |
| 新界   | 沙田區   | 大圍新翠邨       | 流動圖書館11 |
| 新界   | 沙田區   | 大圍顯徑邨       | 流動圖書館5  |
| 新界   | 沙田區   | 大圍美林邨       | 流動圖書館2  |
| 新界   | 沙田區   | 大圍美田邨       | 流動圖書館5  |
| 新界   | 西貢區   | 將軍澳翠林邨     | 流動圖書館6  |
| 新界   | 西貢區   | 將軍澳寶林邨     | 流動圖書館2  |
| 新界   | 西貢區   | 將軍澳厚德邨     | 流動圖書館2  |
| 新界   | 西貢區   | 將軍澳明德邨     | 流動圖書館5  |
| 新界   | 西貢區   | 將軍澳尚德邨     | 流動圖書館2  |
| 新界   | 西貢區   | 將軍澳怡明邨     | 流動圖書館5  |
| 新界   | 西貢區   | 西貢孟公屋       | 流動圖書館5  |
| 新界   | 離島區   | 東涌逸東邨       | 流動圖書館4  |
| 新界   | 離島區   | 大嶼山愉景灣     | 流動圖書館4  |
| 新界   | 離島區   | 大嶼山貝澳       | 流動圖書館4  |
| 新界   | 離島區   | 大嶼山塘福       | 流動圖書館4  |
| 新界   | 離島區   | 大嶼山水口       | 流動圖書館4  |

| 已停止服務的流動圖書館服務站 | 已停止服務的流動圖書館服務站 | 已停止服務的流動圖書館服務站 |
| 地區                         | 區域                         | 位置                         |
| ---------------------------- | ---------------------------- | ---------------------------- |
| 香港島                       | 東區                         | 小西灣小西灣邨               |
| 香港島                       | 東區                         | 柴灣吉勝街                   |
| 香港島                       | 東區                         | 柴灣興華(二)邨               |
| 香港島                       | 東區                         | 北角百福道                   |
| 香港島                       | 東區                         | 北角北角邨                   |
| 香港島                       | 灣仔區                       | 天后電氣道                   |
| 香港島                       | 灣仔區                       | 大坑浣紗街                   |
| 香港島                       | 灣仔區                       | 大坑大坑道                   |
| 香港島                       | 灣仔區                       | 灣仔摩理臣山游泳池           |
| 香港島                       | 灣仔區                       | 灣仔黃泥涌道                 |
| 香港島                       | 南區                         | 赤柱赤柱村道                 |
| 香港島                       | 南區                         | 黃竹坑黃竹坑邨               |
| 九龍                         | 觀塘區                       | 九龍灣彩盈邨                 |
| 九龍                         | 觀塘區                       | 秀茂坪曉麗苑                 |
| 九龍                         | 黃大仙區                     | 黃大仙摩士公園               |
| 九龍                         | 黃大仙區                     | 黃大仙黃大仙上邨             |
| 新界                         | 葵青區                       | 青衣長安邨                   |
| 新界                         | 葵青區                       | 青衣青衣邨                   |
| 新界                         | 西貢區                       | 將軍澳景林邨                 |
| 新界                         | 西貢區                       | 將軍澳健明邨                 |
| 新界                         | 沙田區                       | 沙田沙角邨                   |
| 新界                         | 沙田區                       | 沙田穗禾苑                   |
| 新界                         | 沙田區                       | 沙田圓洲角臨時房屋區         |
| 新界                         | 沙田區                       | 馬鞍山鞍誠街                 |
| 新界                         | 大埔區                       | 船灣                         |
| 新界                         | 北區                         | 粉嶺華心邨                   |
| 新界                         | 元朗區                       | 天水圍天耀邨                 |
| 新界                         | 元朗區                       | 天水圍天逸邨                 |
| 新界                         | 元朗區                       | 天水圍天瑞邨                 |
| 新界                         | 元朗區                       | 錦田                         |
| 新界                         | 元朗區                       | 新田竹園                     |
| 新界                         | 元朗區                       | 屏山坑尾村                   |
| 新界                         | 離島區                       | 東涌下嶺皮                   |
| 新界                         | 離島區                       | 東涌富東邨                   |
| 新界                         | 離島區                       | 東涌文東路                   |

### 自助圖書站

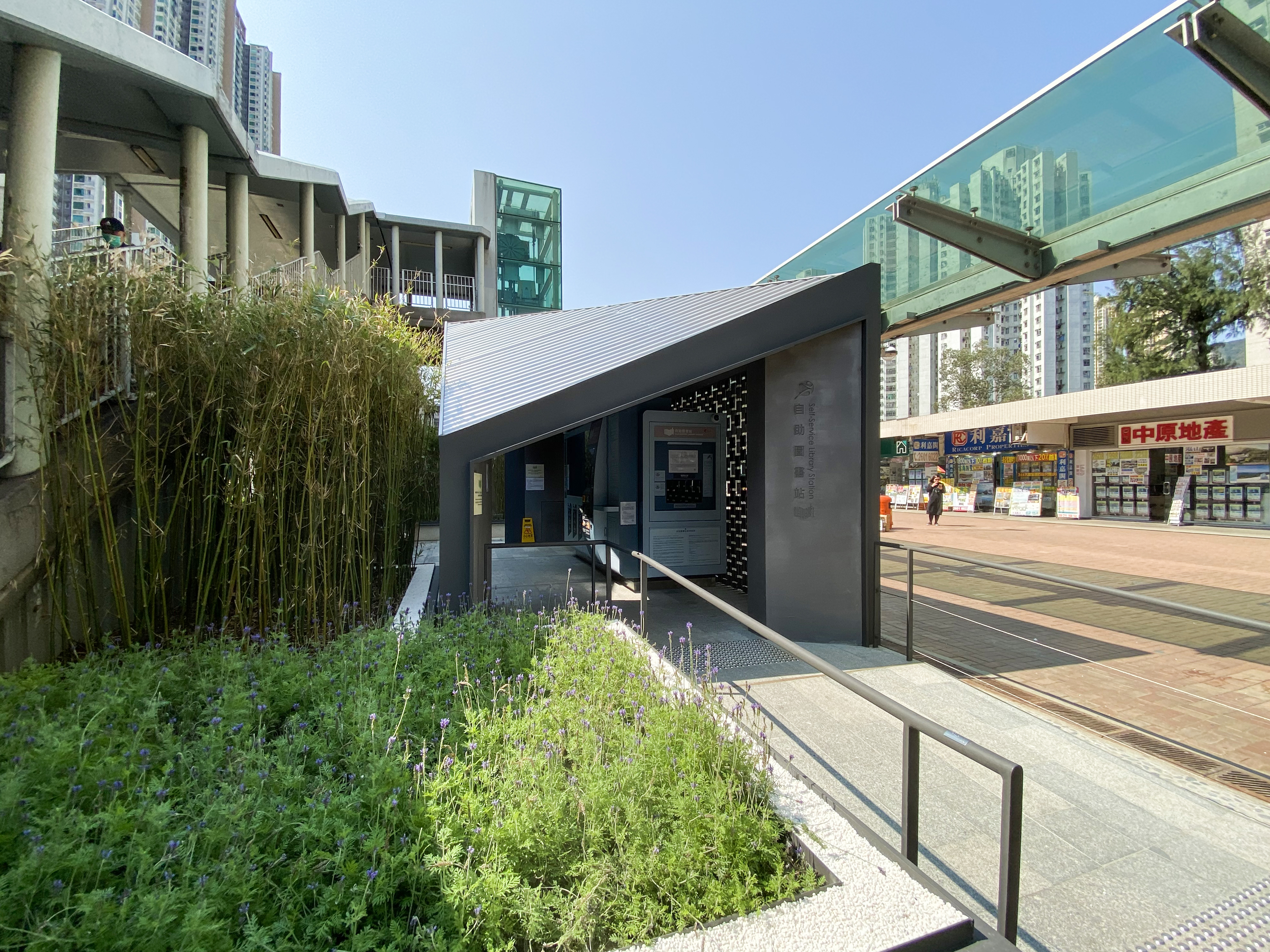
大圍站外的自助圖書站在2020年1月啟用

全港第一所自助圖書站位於西灣河鯉景道港島東體育館休憩處，於2017年12月5日啟用，以試驗形式推出，藉此推廣社區閱讀風氣。自助圖書站提供全自動化圖書館服務，站內沒有職員駐守並且24小時開放，惟每天10時15分至11時45分暫停開放，以添補及收回書籍。香港市民可憑身份證或圖書證，按電腦屏幕的指示自行借閱及歸還圖書館資料，亦可領取預約資料及以八達通繳交圖書館費用及罰款。興建自助圖書站主要目的是方便區內上班一族及減少相關人手。圖書站應用「組裝合成」建築法，採用環保、透風及透光物料建造。政府在2018年12月13日和2020年1月15日分別在九龍尖沙咀香港文化中心及新界沙田大圍站外設立另外兩個自助圖書站，同時會留意站內的使用情況並檢討成效，再決定會否開設更多自助圖書站。 

### 社區圖書館
「便利圖書站－社區圖書館伙伴計劃」是香港公共圖書館與非牟利社區組織合力發展的社區為本圖書館服務。公共圖書館為非牟利組織提供整批外借書籍，並給予專業意見，協助建立切合其服務對象所需的社區圖書館，讓區內居民，特別是兒童、青少年、家庭主婦、長者和無法使用一般圖書館設施的人士享用更快捷方便的圖書館服務。

### 興建中及擬建圖書館
| 圖書館名稱       | 類別       | 處地區       | 預計啟用日期 | 備註 |
| ---------------- | ---------- | ------------ | ------------ | --- |
| 西灣河公共圖書館 | 分區圖書館 | 港島東區     | 2025年       | 屆時圖書館會位處在西灣河綜合大樓內，毗鄰東區法院大樓和西灣河健康中心，連同學生自修室後，圖書館面積約3,200平方米，並提供全面圖書館服務和設施。 |
| 海庭道公共圖書館 | 小型圖書館 | 九龍油尖旺區 | 籌劃中       | 屆時圖書館會位處在海庭道綜合大樓內。 |
| 大圍公共圖書館   | 小型圖書館 | 新界沙田區   | 籌劃中       | 屆時圖書館（附設學生自修室）會位處在大圍綜合大樓內。                                                                                          |
| 啟德公共圖書館   | 分區圖書館 | 九龍九龍城區 | 籌劃中       | |

### 已結束圖書館
| 圖書館名稱                     | 所處地區     | 啟用日期       | 結束日期       | 結束原因                                                       |
| ------------------------------ | ------------ | -------------- | -------------- | -------------------------------------------------------------- |
| 葵涌公共圖書館                 | 新界葵青區   | 1979年11月22日 | 1984年1月8日   | 遷入新落成的南葵涌公共圖書館                                   |
| 窩打老道公共圖書館             | 九龍九龍城區 | 1965年8月16日  | 1984年11月15日 | 遷入新落成的九龍公共圖書館取代                                 |
| 灣仔公共圖書館                 | 香港島灣仔區 | 1979年7月19日  | 1987年1月11日  | 併入新成立的駱克道公共圖書館                                   |
| 跑馬地公共圖書館               | 香港島灣仔區 | 1982年6月30日  | 1987年1月11日  | 併入新成立的駱克道公共圖書館                                   |
| 坪石公共圖書館                 | 九龍觀塘區   | 1972年7月21日  | 1987年4月20日  | 遷入新落成的牛池灣公共圖書館                                   |
| 深水埗公共圖書館               | 九龍深水埗區 | 1977年8月19日  | 1988年3月28日  | 遷入落成半年的保安道公共圖書館                                 |
| 旺角公共圖書館                 | 九龍油尖旺區 | 1983年9月19日  | 1989年4月27日  | 遷入新落成的花園街公共圖書館                                   |
| 康寧道公共圖書館               | 九龍觀塘區   | 1987年2月7日   | 1988年5月9日   | 遷入新落成的瑞和街公共圖書館                                   |
| 黃大仙公共圖書館               | 九龍黃大仙區 | 1984年2月27日  | 1989年1月27日  | 由龍興公共圖書館取代                                           |
| 友愛邨公共圖書館               | 新界屯門區   | 1983年         | 1989年12月20日 | 遷入新落成的屯門公共圖書館                                     |
| 觀塘公共圖書館                 | 九龍觀塘區   | 1975年2月24日  | 1991年9月6日   | 併入牛頭角公共圖書館                                           |
| 九龍灣公共圖書館               | 九龍觀塘區   | 1982年         | 1991年9月6日   | 併入牛頭角公共圖書館                                           |
| 西區公共圖書館                 | 香港島中西區 | 1977年8月23日  | 1991年10月4日  | 由石塘咀公共圖書館取代                                         |
| 美孚新邨公共圖書館             | 九龍深水埗區 | 1978年9月11日  | 1992年7月5日   | 遷入新落成的荔枝角公共圖書館                                   |
| 福來邨公共圖書館               | 新界荃灣區   | 1974年3月1日   | 1993年7月17日  | 遷入新落成的荃灣公共圖書館並升格為主要圖書館                   |
| 青衣公共圖書館（小型圖書館）   | 新界葵青區   | 1986年3月21日  | 2000年1月31日  | 升格為分區圖書館的青衣公共圖書館                               |
| 粉嶺公共圖書館（小型圖書館）   | 新界北區     | 1984年3月1日   | 2003年1月6日   | 升格為分區圖書館的粉嶺公共圖書館                               |
| 大角咀公共圖書館（臨時圖書館） | 九龍油尖旺區 | 1987年4月28日  | 2005年11月30日 | 遷入新落成的大角咀市政大廈，升格為小型圖書館的大角咀公共圖書館 |
| 東涌公共圖書館（小型圖書館）   | 新界離島區   | 2004年4月3日   | 2010年7月27日  | 升格為分區圖書館的東涌公共圖書館                               |
| 天水圍公共圖書館               | 新界元朗區   | 2001年10月12日 | 2013年2月28日  | 遷入新落成的屏山天水圍公共圖書館                               |
| 藍田公共圖書館（小型圖書館）   | 九龍觀塘區   | 1984年10月8日  | 2013年3月30日  | 升格為分區圖書館的藍田公共圖書館                               |
| 白田公共圖書館                 | 九龍深水埗區 | 1984年1月30日  | 2014年3月28日  | 遷入新落成的石硤尾公共圖書館                                   |

## 服務及設施

### 外借圖書館資料
圖書館未自動化以前，每位登記讀者均會獲發3張用卡紙製成的借書證，借書證都寫著讀者的姓名和地址。每次借書的時候，圖書館員會在書籍的口袋中取出借書紀錄卡，然後插入借書證的小口袋內，借書證由圖書館保管，直至讀者歸還圖書為止。(資料及過程由香港公共圖書館圖書館通訊3月號提供)
圖書證及智能身份證內均不會儲存任何有關外借記錄的資料，這些資料是儲存於圖書館的伺服器內。香港公共圖書館所發出的圖書證屬於政府財產，所以在遺失後必須向圖書館報失。持有有效圖書證的讀者，可以前往全港任何一間公共圖書館借閱和績借圖書館資料。以下是現時香港公共圖書館有效的圖書證：
| 圖書證 | 描述 |
| ------ | --- |
|        | 市政局公共圖書館借書證 2000年或以前由市政局所發出的圖書證。現在仍然可以使用。                                 |
|        | 區域市政局公共圖書館借書證 2000年或以前由區域市政局所發出的圖書證。現在仍然可以使用。                         |
|        | 香港公共圖書館圖書證 現時由康樂及文化事務署所發出的圖書證。                                                   |
|        | 香港永久性居民身份證 現時由入境事務處所發出的智能身份證可作圖書證使用（必須到公共圖書館加入此功能才可使用）。 |

香港公共圖書館設有電話或網上續借服務，讀者無須親身到圖書館續借資料。此外，圖書館亦提供網上預約圖書館資料的服務，每項預約費用為3.3元。
自2024年4月23日起，每一張借書證可借閱資料項數由8項加至10項。

### 參考圖書館

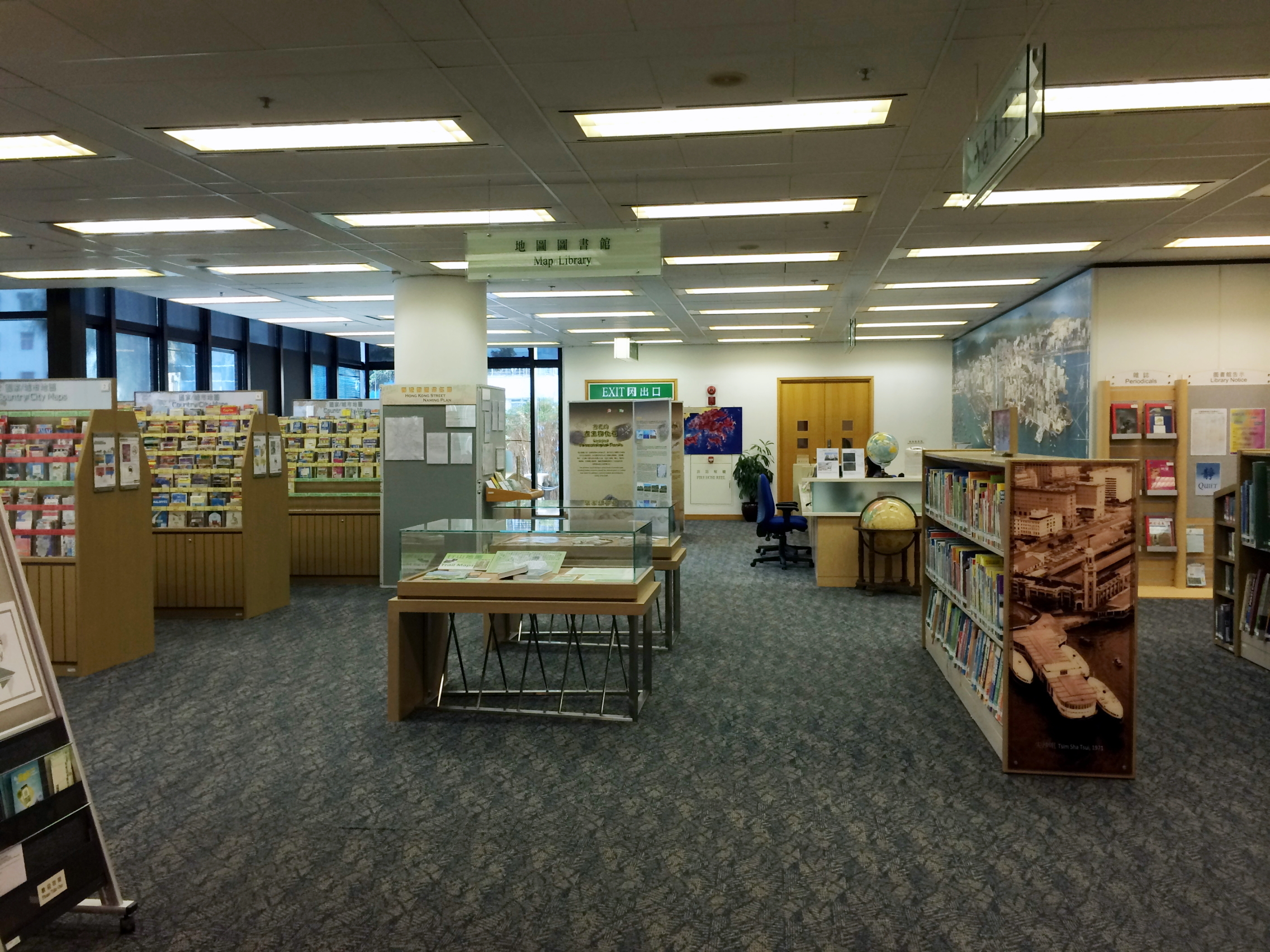
香港中央圖書館內的地圖圖書館

### 便民設施

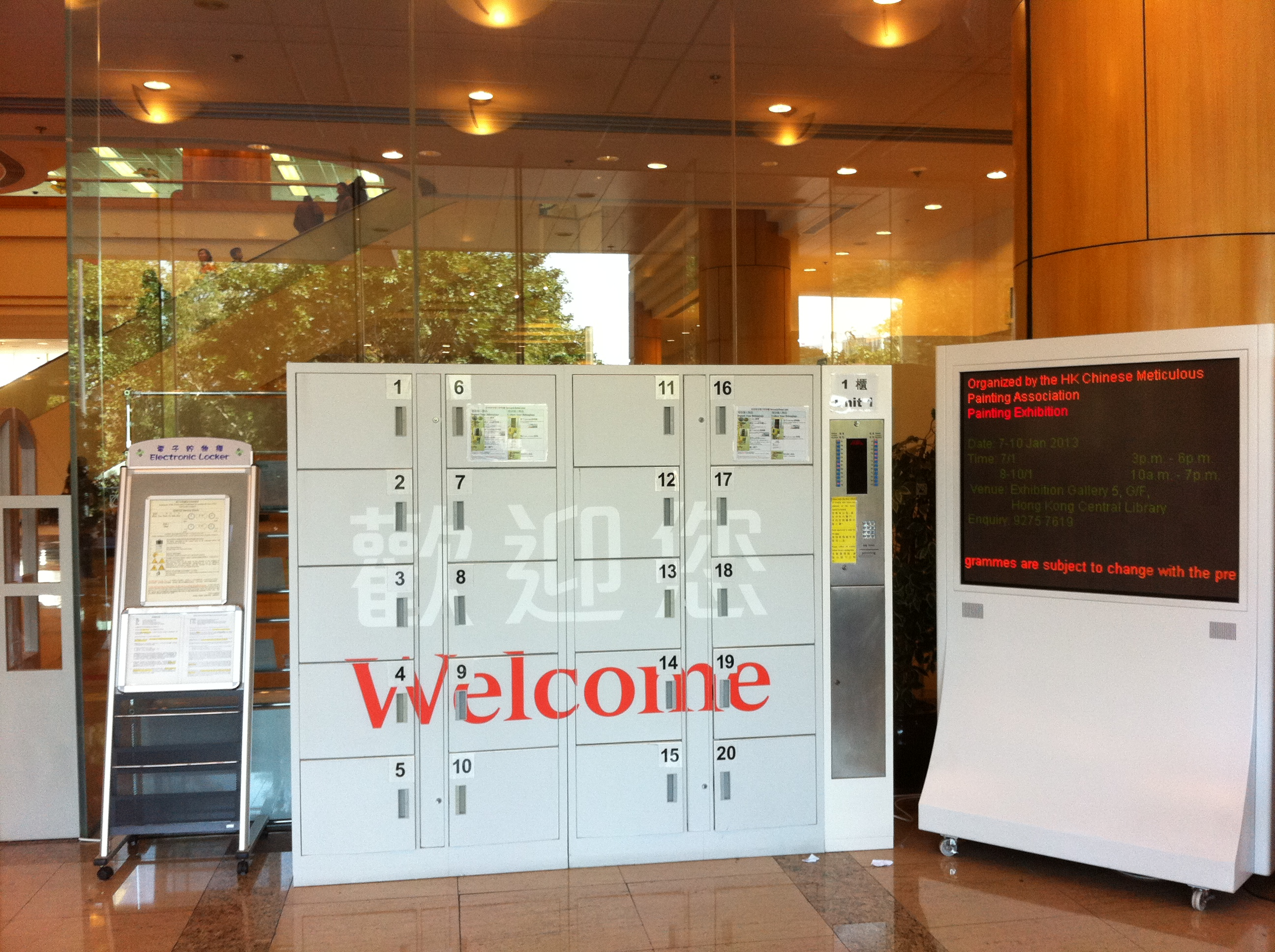
供讀者即日使用的儲物櫃
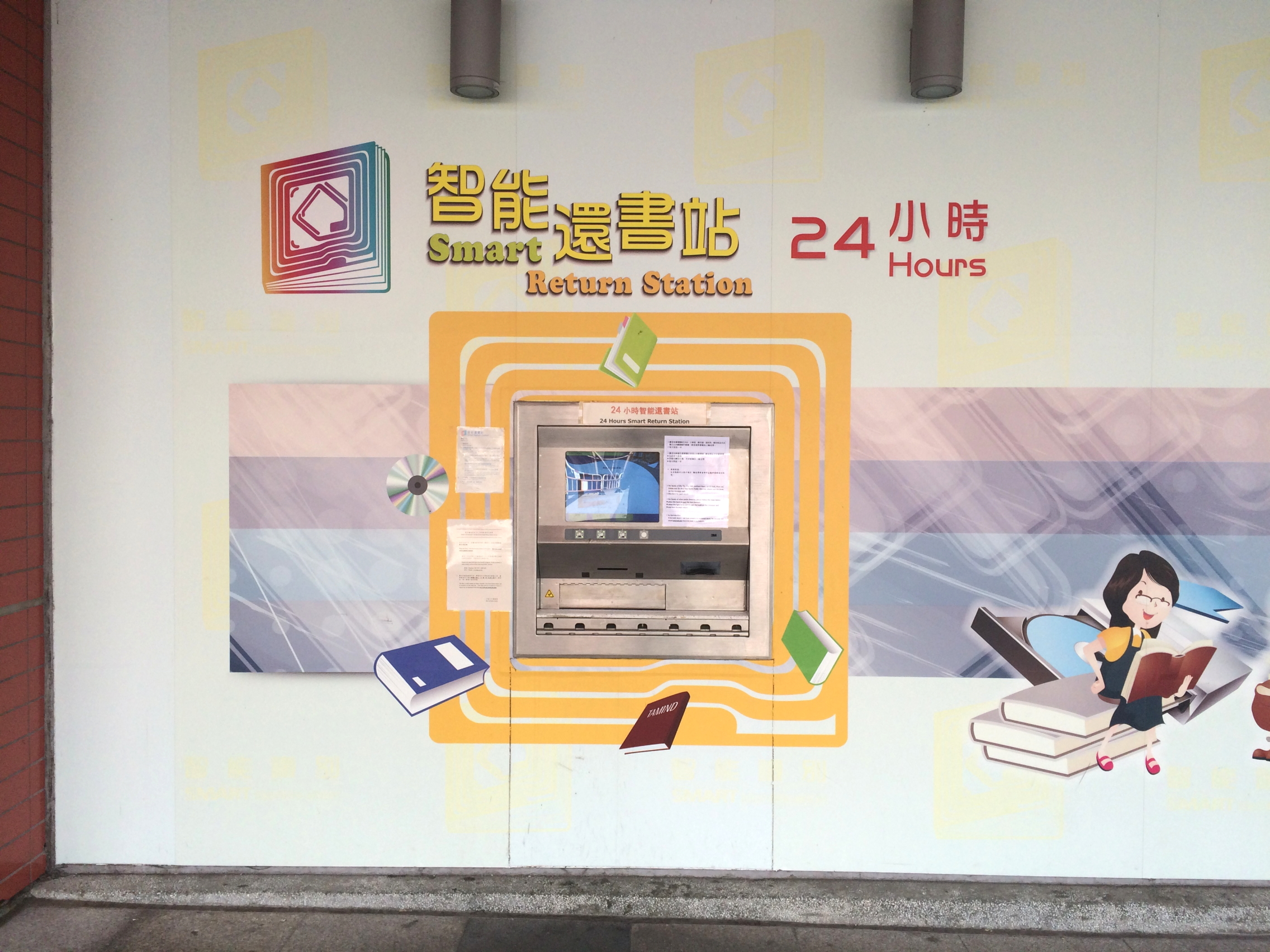
智能還書站
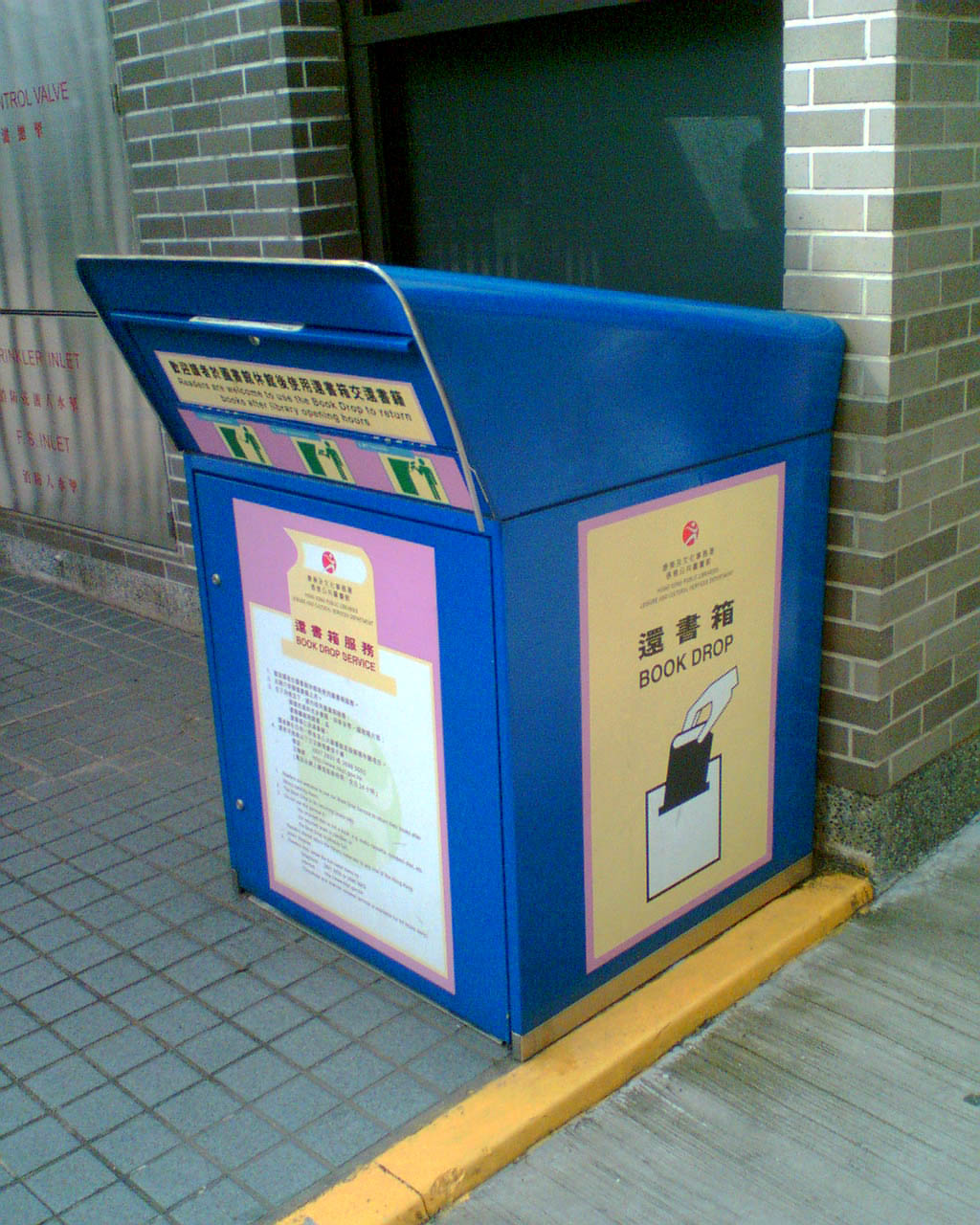
還書箱
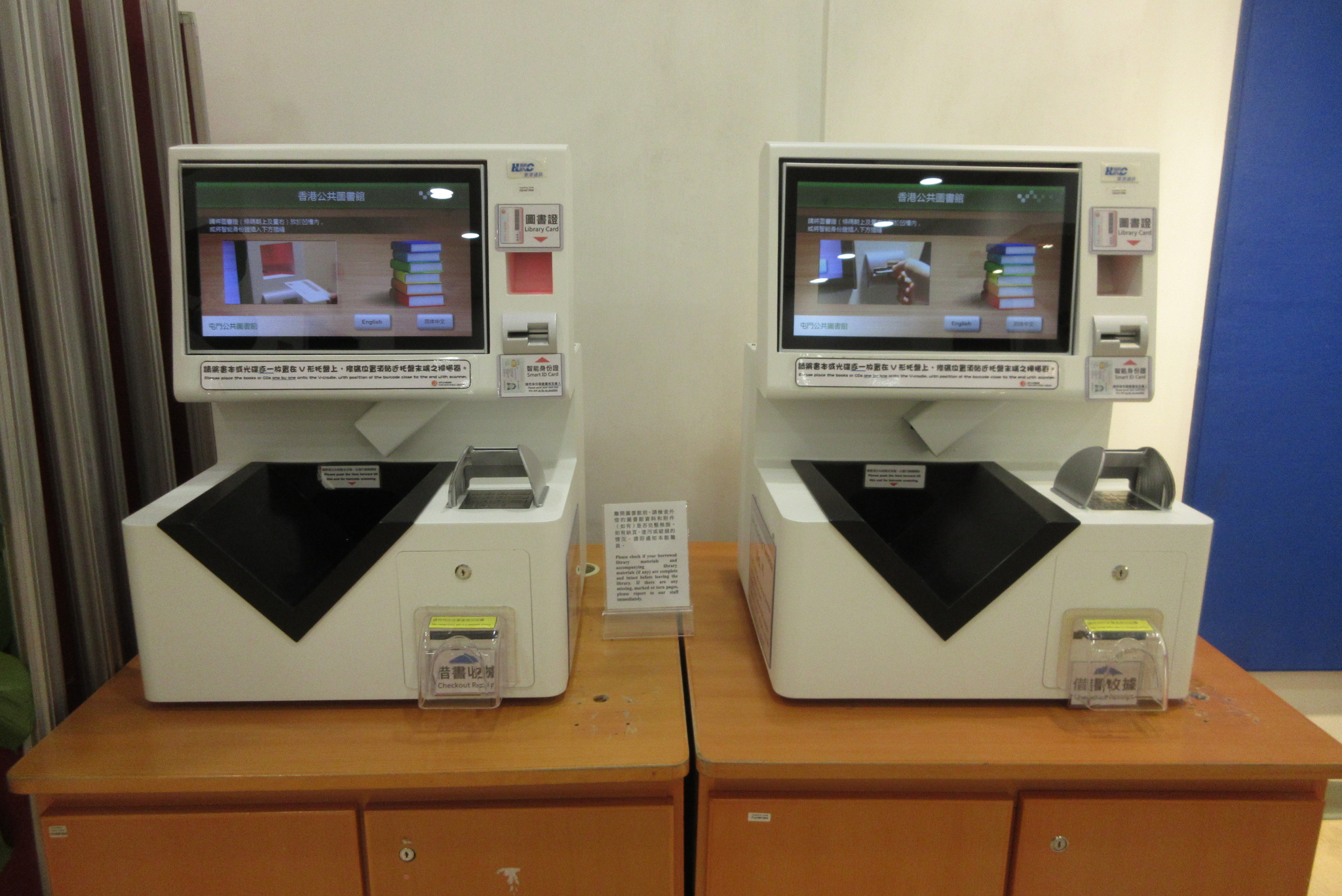
新版自助借書機
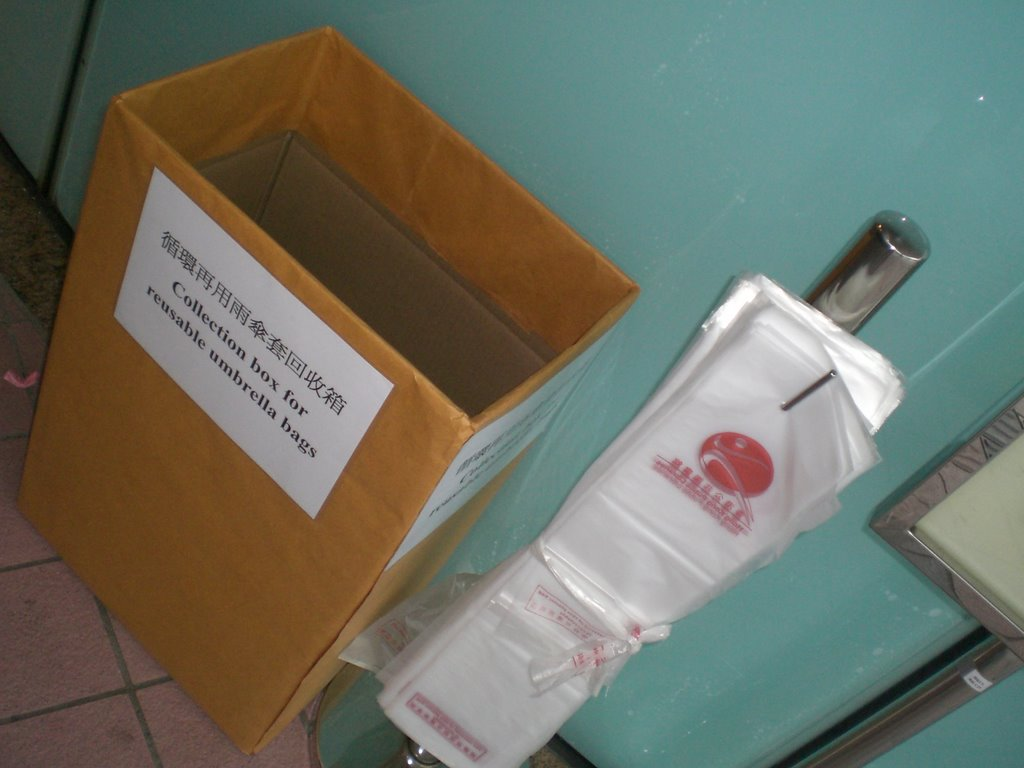
雨傘膠袋及回收箱

#### 禁止公眾拍攝

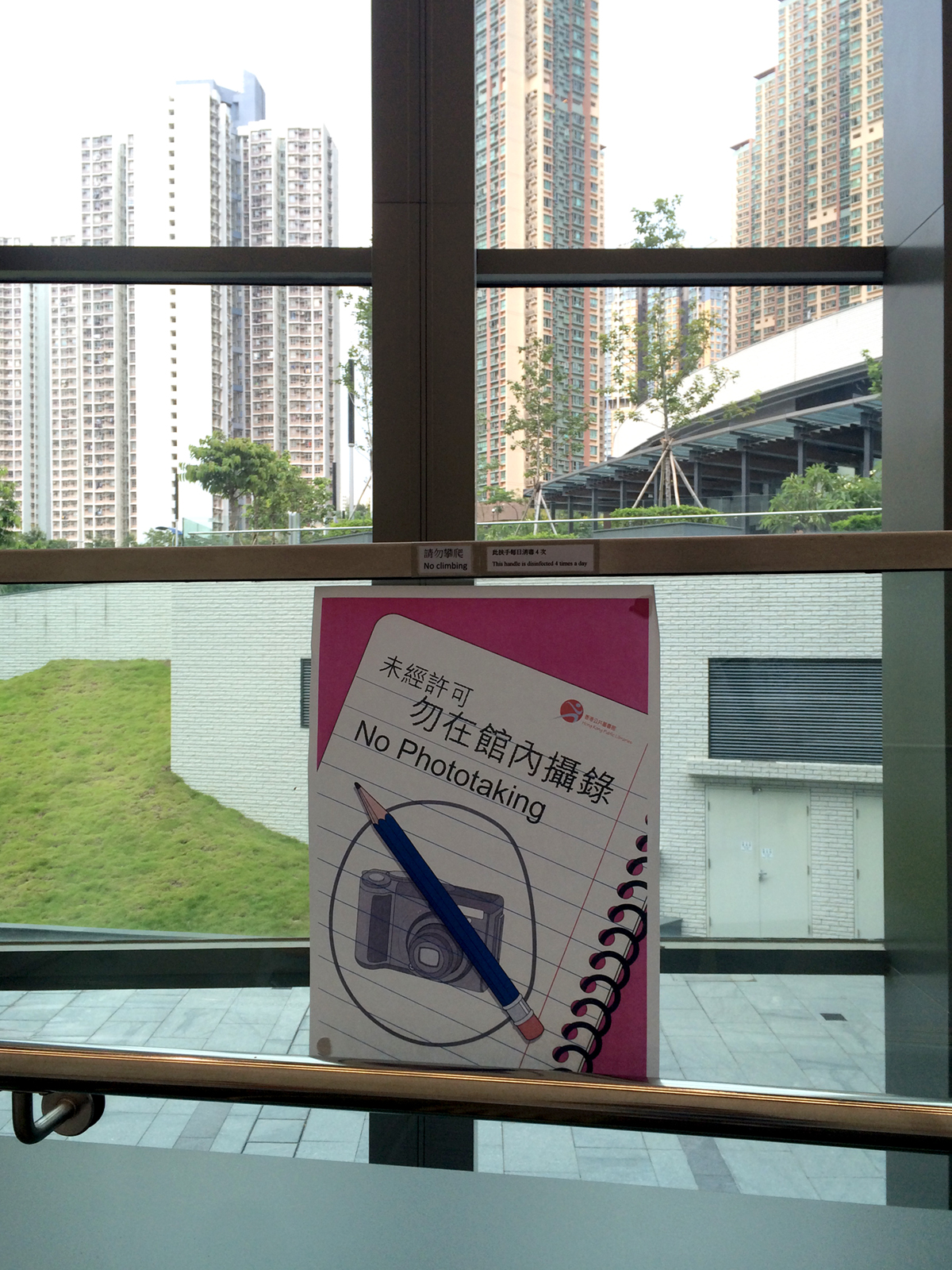
自智能手機普及化後，香港公共圖書館內於各層多個位置均貼上多張「勿在館內拍攝」告示，以提防有人拍攝及錄影